# Ludwig Mies van der Rohe

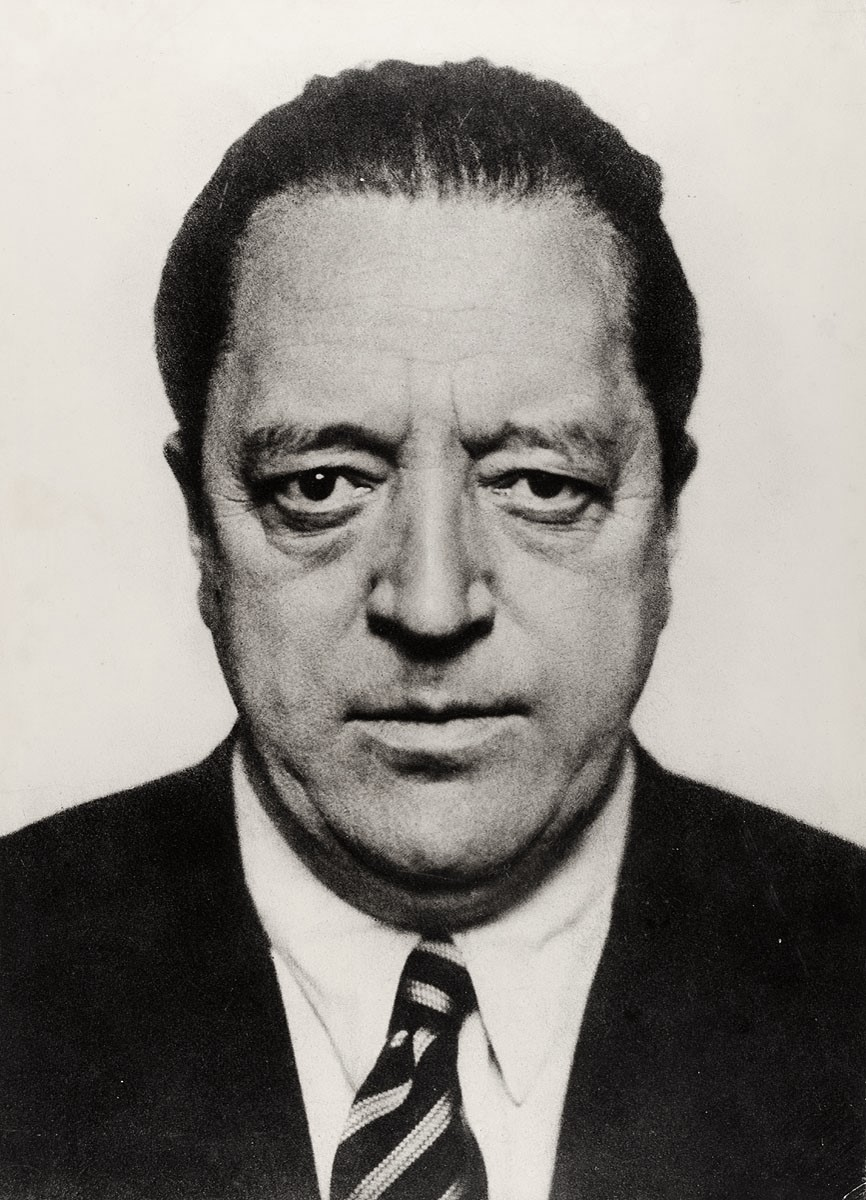
Ludwig Mies van der Rohe (1934). Porträt von Hugo Erfurth

Ludwig Mies van der Rohe (* 27. März 1886 in Aachen; † 17. August 1969 in Chicago, Illinois; eigentlich Maria Ludwig Michael Mies) war ein deutsch-amerikanischer Architekt.
Mies van der Rohe gilt als einer der bedeutendsten Architekten des Modernismus im 20. Jahrhundert. Die technische Zivilisation seiner Zeit wollte er mit ihren eigenen Mitteln architektonisch ordnen und repräsentieren. Seine Baukunst gilt dem Ausdruck konstruktiver Logik und räumlicher Freiheit in klassischer Form. Dafür entwickelte er moderne Tragstrukturen aus Stahl, die eine hohe Variabilität der Nutzflächen und eine großflächige Verglasung der Fassaden ermöglichten. Dieses Konzept war so rational und universal, dass es auf viele zeitgenössische Architekten einen außerordentlich großen Einfluss ausübte (siehe auch International Style) und bis heute, den technischen Innovationen entsprechend, immer weiterentwickelt wurde. Das Verhältnis von Proportion, Detail und Material in seinem Werk sowie die einmaligen Raumschöpfungen der Jahre in Berlin hatten ebenfalls große Wirkung. Berühmt wurde er auch als Vertreter des Minimalismus in der Architektur, ausgedrückt durch die Formel „Weniger ist mehr“.

## Biographie

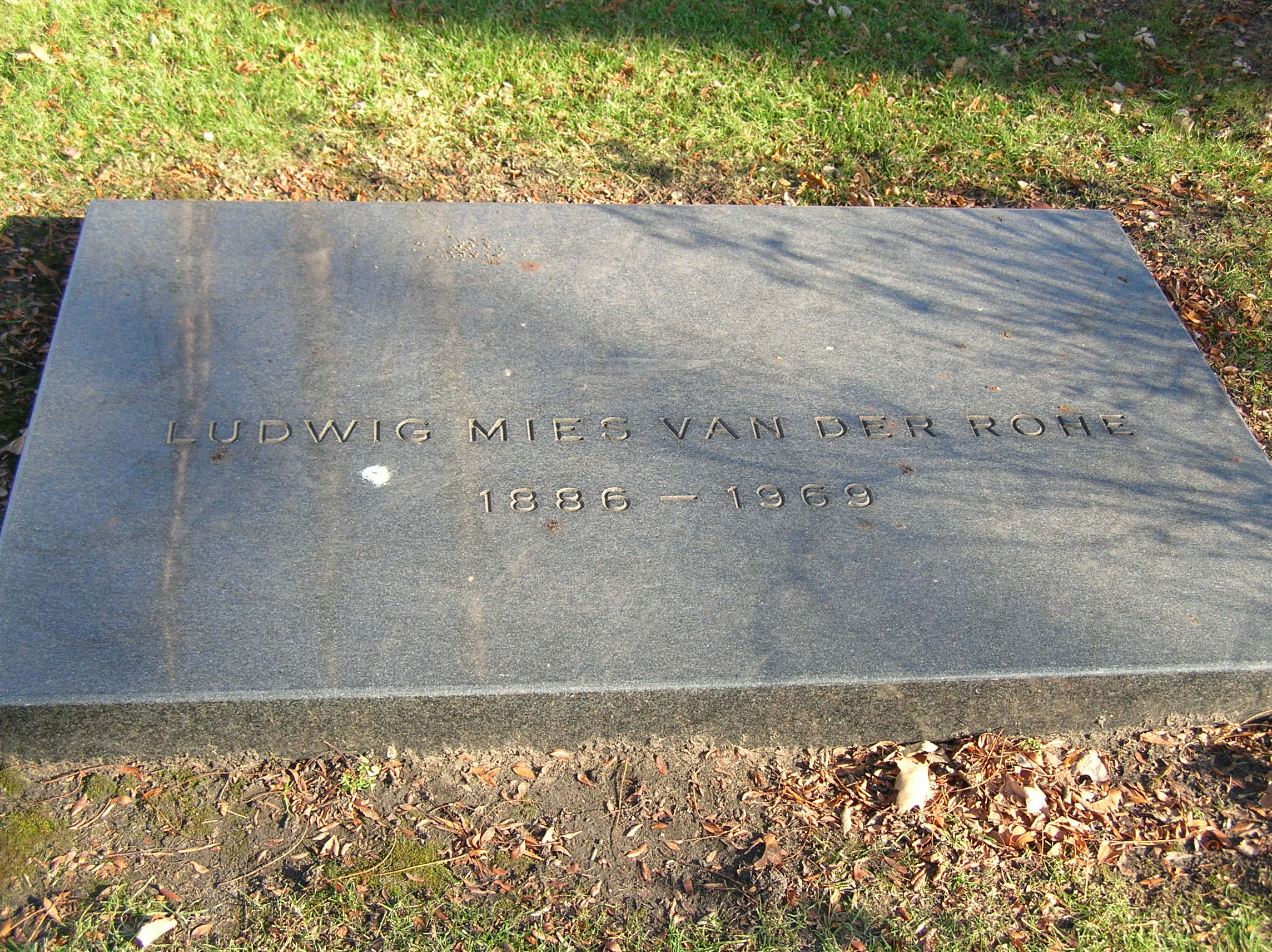
Mies van der Rohes Grabstein auf dem Graceland Cemetery, Chicago

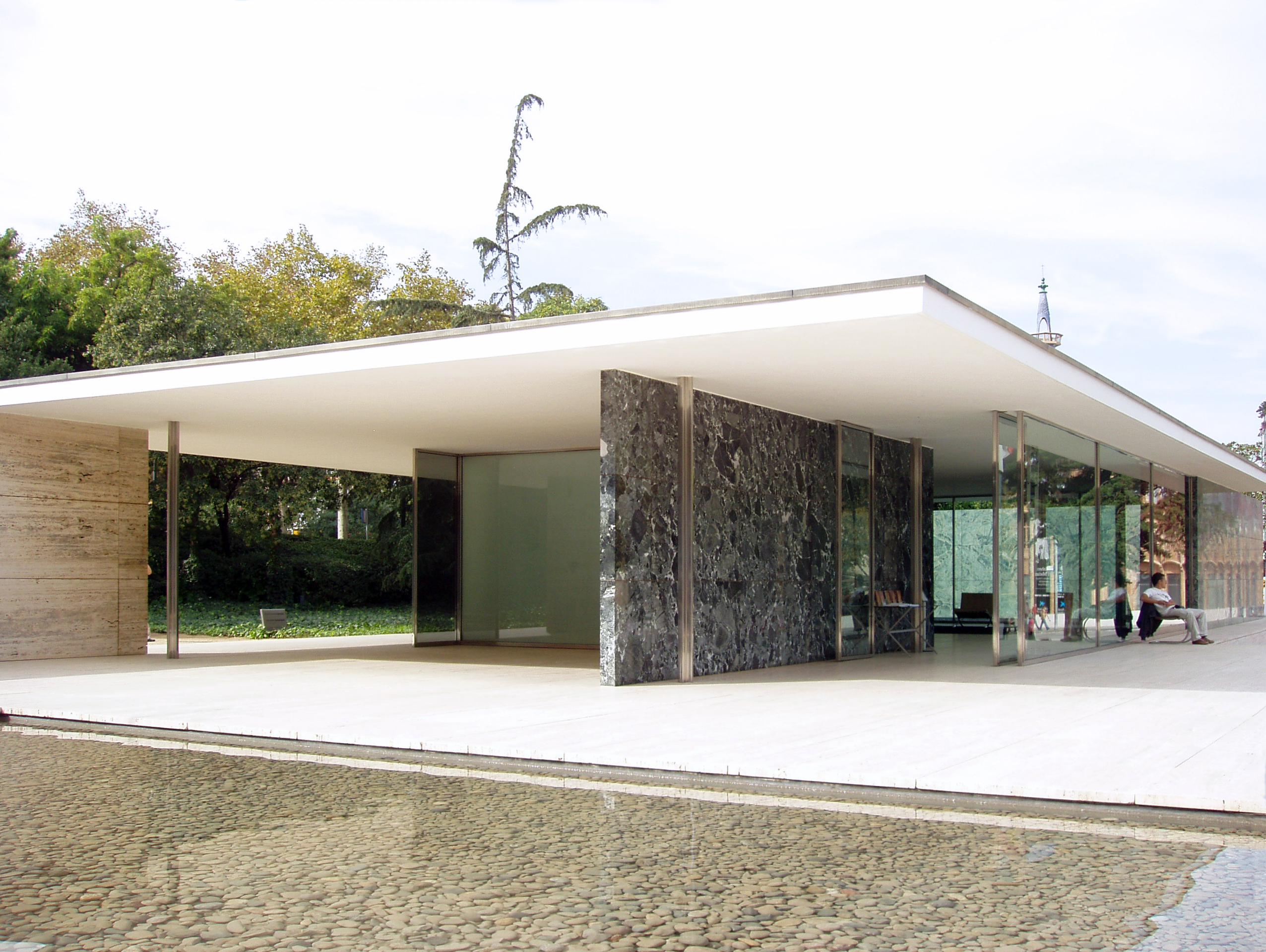
Barcelona-Pavillon, Barcelona 1929 (Rekonstruktion 1986)

### Kindheit in Aachen

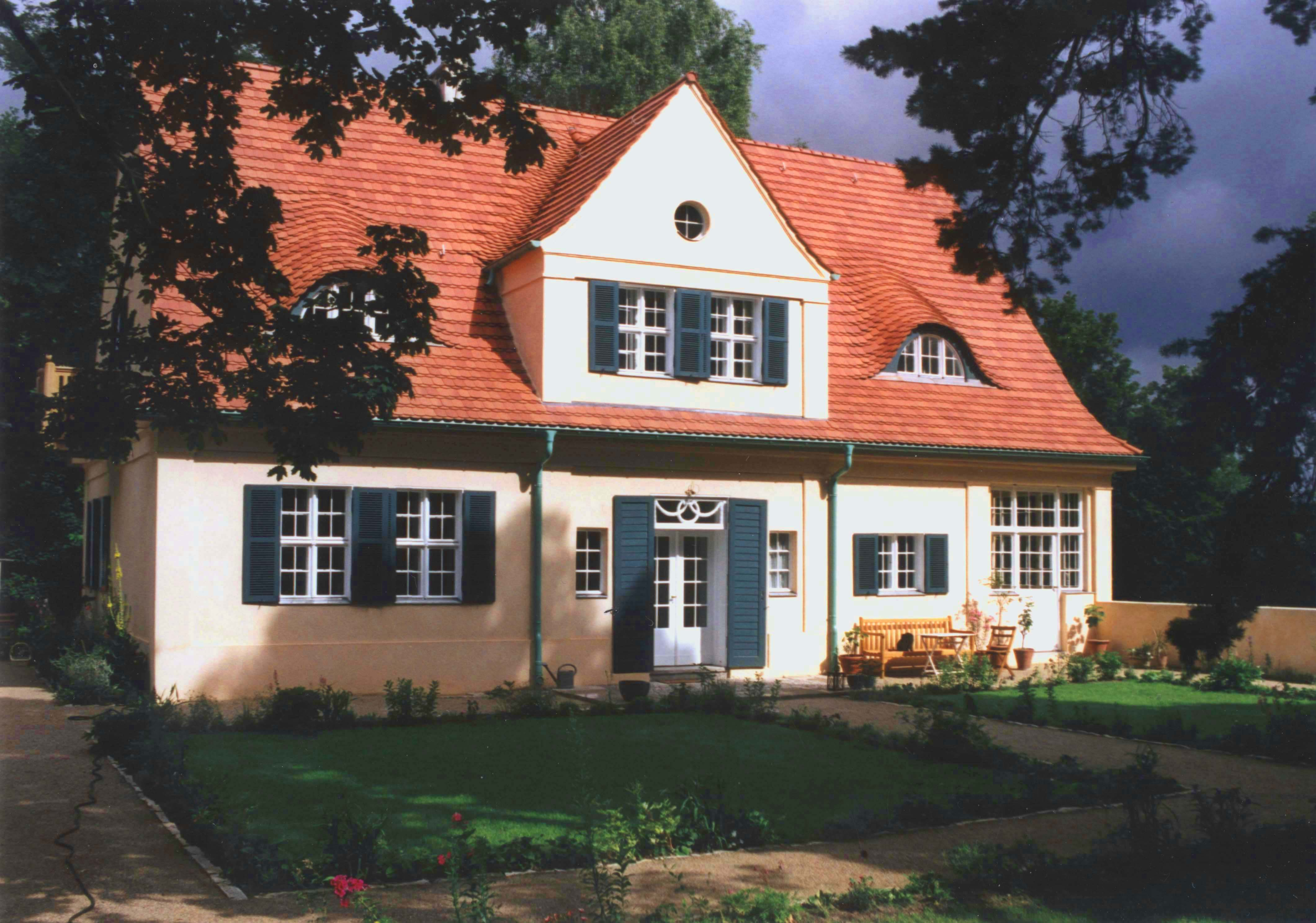
Haus Riehl, Potsdam-Neubabelsberg 1907, nach Instandsetzung 2001 von Folkerts Architekten

Maria Ludwig Michael war der jüngste Sohn des Aachener Steinmetzmeisters Michael Mies (1851–1927) und dessen Ehefrau Amalie (1843–1928), deren Geburtsnamen Rohe er 1921 mit dem Zusatz van der seinem Nachnamen hinzufügte. Er wuchs mit seinem Bruder Ewald und seinen beiden Schwestern in einfachen katholischen Verhältnissen auf und besuchte nach der Grundschule drei Jahre lang die Domschule in Aachen.

### Berufsausbildung in Aachen
Er bereitete sich von 1899 bis 1901 an der Gewerbeschule Aachen (heutiger Name: Mies-van-der-Rohe-Schule Berufskolleg für Technik der Städteregion Aachen) und als Maurerlehrling bei einem Bauunternehmen auf das Berufsleben vor.
Seine erste Anstellung bekam er anschließend als Zeichner für Stuckornamente. Schon im Betrieb seiner Eltern, wo er gelegentlich bei der Herstellung von Natursteinbauteilen und Grabmalen mitarbeitete, war sein Zeichentalent aufgefallen. Zeichnen wurde auch auf der Gewerbeschule ausführlich unterrichtet, und die tägliche Arbeit an den Ornamenten verbesserte seine Fähigkeiten auf diesem Gebiet weiter.
1904 wechselte Mies zum Aachener Architekten Albert Schneiders, bei dem er als Zeichner für die ornamentreiche Fassade des Aachener Warenhauses Tietz eingestellt wurde. Dieses Gebäude am Aachener Marktplatz wurde in den 1960er Jahren abgebrochen. Erhalten ist hingegen das ehemalige sozialdemokratische Volkshaus „Zur Neuen Welt“ von Joseph Oeben an der Alexanderstraße, bei dem Mies nachweislich maßgeblich an Entwurf und Bau beteiligt war. Es stellt somit heute das älteste erhaltene Bauwerk dar, an dem Mies mitarbeitete. Parallel zu dieser Tätigkeit besuchte Mies Abend- und Sonntagskurse an der Kunstgewerbeschule Aachen bei Hermann Arnold, einem früheren Mitarbeiter von Peter Behrens.
Ausführung und örtliche Bauleitung für das Tietz-Warenhaus hatte die Berliner Bauunternehmung Boswau & Knauer inne, deren Mitarbeiter Rudolf Dullo Mies vorschlug, in die Hauptstadt zu gehen. Er half ihm, eine Stelle bei John Martens beim Hochbauamt Rixdorf (heute Berlin-Neukölln) zu bekommen. 1905 verließ Ludwig Mies Heimatstadt und Familie. Seine Herkunft sowie der Sinn für Material und Handwerk wurden später in seiner Architektur evident.

### Lehrjahre in Berlin
Noch im selben Jahr bewarb sich Mies mit Erfolg bei Bruno Paul, der gerade von München nach Berlin gekommen war. Mies arbeitete bei ihm zum ersten Mal an Möbelentwürfen und besuchte seine Vorlesungen auf der Kunstgewerbeschule Berlin und der Hochschule für bildende Künste. Auch begegnete er hier dem Ehepaar Riehl, das ein neues Wohnhaus bauen und für die Planung ein Nachwuchstalent fördern wollte. Durch die Vermittlung eines Kollegen fiel die Wahl auf Mies, und mit dem Wohlwollen Pauls errichtete er vollkommen selbständig 1907 sein Erstlingswerk: das Haus Riehl in Babelsberg im Stil der von Paul gelehrten Reformarchitektur der Münchner Schule. Es wurde von der Fachpresse freundlich aufgenommen, die Gartengestaltung übernahm der bedeutende Reformgärtner Karl Foerster. Vorher hatte er noch mit seinem Kollegen auf Initiative und mit Unterstützung der Riehls eine sechswöchige Studienreise nach Italien (Florenz, Rom, Vicenza) unternommen. Aus der Beziehung zu seinen Bauherren wurde in den folgenden Jahren eine Mies sehr förderliche persönliche Freundschaft. Hierbei lernte er auch seine spätere Frau Ada Bruhn kennen, die mit ihrer Freundin, der Tänzerin Mary Wigman, in der Gartenstadt Hellerau wohnte. Mies war mehrfach in Hellerau und wurde vom tessenowschen Festspielhaus, dessen futuristischen Bühnenbild und dem Reformgeist dieser Stätte beeinflusst. Hierdurch entstanden seine Kontakte zum Monte Verità in der Schweiz, der Wiege der Alternativbewegungen oder Moderne, für den er 1927 einen Entwurf für das Lebensreform-Hotel schuf. Der Nietzschespezialist Alois Riehl hat bei seinen Lesekreisen in seinem Haus, dem sogenannten Klösterli, dem jungen Mies philosophische Impulse vermittelt und verhalf ihm mit vielen namhaften Gästen zu seinem frühen Karrierestart.

Sechs Assistenten von Behrens am Arbeitsplatz: (von li.) Mies van der Rohe, Meyer, Hertwig, Weyrather (dahinter), Krämer, Gropius (mit Plan), 1908

1908 wechselte Mies auf Empfehlung seines Bürochefs zu Peter Behrens, der zur Avantgarde zählte und bei dem zu dieser Zeit in Potsdam auch Walter Gropius und Le Corbusier arbeiteten. Die Exkursionen mit Kollegen zu den Bauten von Karl Friedrich Schinkel und die Ausstellung der Arbeiten von Frank Lloyd Wright in Berlin 1910 hinterließen bleibende Eindrücke. 1911 realisierte Mies, wieder im Alleingang, sein zweites Gebäude: Haus Perls in Berlin-Zehlendorf (Neoklassizismus). Im selben Jahr wurde er von Behrens von der Bauleitung für den Neubau der Deutschen Botschaft in Sankt Petersburg abgezogen und mit der Projektleitung für die private Wohn-Museums-Anlage Kröller-Müller in den Niederlanden betraut. Die Bauherren, die mit Behrens keine Einigung erzielten, zogen den Auftrag zurück und schlugen Mies vor, einen eigenen Entwurf auszuarbeiten.
1912 verließ er das Büro Behrens und erarbeitete auf Einladung der Bauherren in Den Haag einen neoklassizistischen Gebäudekomplex basierend auf Behrens klar proponiertem Raumprogramm. Am Ende erhielt Hendrik Petrus Berlage, der ebenfalls um einen Entwurf gebeten worden war, den Zuschlag. Peter Behrens und Bruno Paul arbeiteten zunächst als Künstler und legten in der Architektur, in der sie Autodidakten waren, den Schwerpunkt auf die Form im Unterschied zu Mies von der Rohe. Mies van der Rohe wurde besonders von den Architekten Karl Friedrich Schinkel und Hendrik Petrus Berlage inspiriert, insbesondere von den theoretischen Arbeiten und der Materialbehandlung des Letzteren.

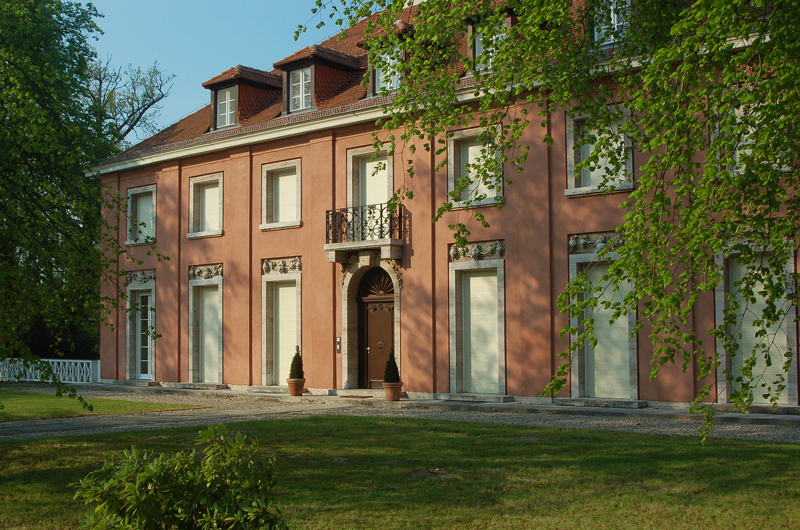
Haus Urbig, Potsdam 1915/17

Er entwarf Möbel, zum Teil integriert ins Gebäude, Stühle und Sessel, die er patentieren ließ.
Mies kehrte 1913 nach Berlin zurück und heiratete im April seine Freundin Adele Auguste (genannt Ada) Bruhn (1885–1951, Fabrikantentochter und Tänzerin). Er eröffnete ein Architekturbüro und erhielt den Auftrag für ein Wohngebäude in Zehlendorf, das für die nächsten zehn Jahre das erste in einer Reihe seiner eher klassischen Villen im Reformstil für großbürgerliche Bauherren war. Zwischen 1915 und 1917 baute er für die Freundin von Frau Riehl und ihren Mann, den Mitinhaber der Deutschen Bank, Franz Urbig, eine Walmdachvilla in Anlehnung an Schinkel. Im Inneren schmücken große, leicht mystische Wandgemälde mit Landschaftsbildern des Potsdamer Kunstmalers Fritz Rumpf den Hauptsaal, das Musik- und Empfangszimmer. Das von Urbig so genannte Haus Seefried verfügt außerdem über einen Turnsaal, ein Gärtnerhaus in der Gartenanlage mit eigenem Bootsanleger am Griebnitzsee. Bekannt ist das Gebäude auch als „Churchill-Villa“, da 1945 während der Potsdamer Konferenz Winston Churchill hier wohnte.
Vor und während des Ersten Weltkriegs bekam seine Frau Ada drei Töchter, darunter Georgia van der Rohe. Er selbst wurde im Herbst 1915 in die Armee einberufen und in verschiedene Baukompanien in Frankfurt am Main, Berlin und Osteuropa abkommandiert. An Kämpfen nahm er nicht teil und kehrte Anfang 1919 nach Berlin zurück. In den folgenden Jahren geriet seine Ehe in eine tiefgreifende Krise, und 1921 trennte sich das Paar in gegenseitigem Einvernehmen. Im gleichen Jahr erweiterte er seinen Nachnamen um die Herleitung „van der“ und den Geburtsnamen seiner Mutter zu „Mies van der Rohe“.

### Aufbruch in die Moderne

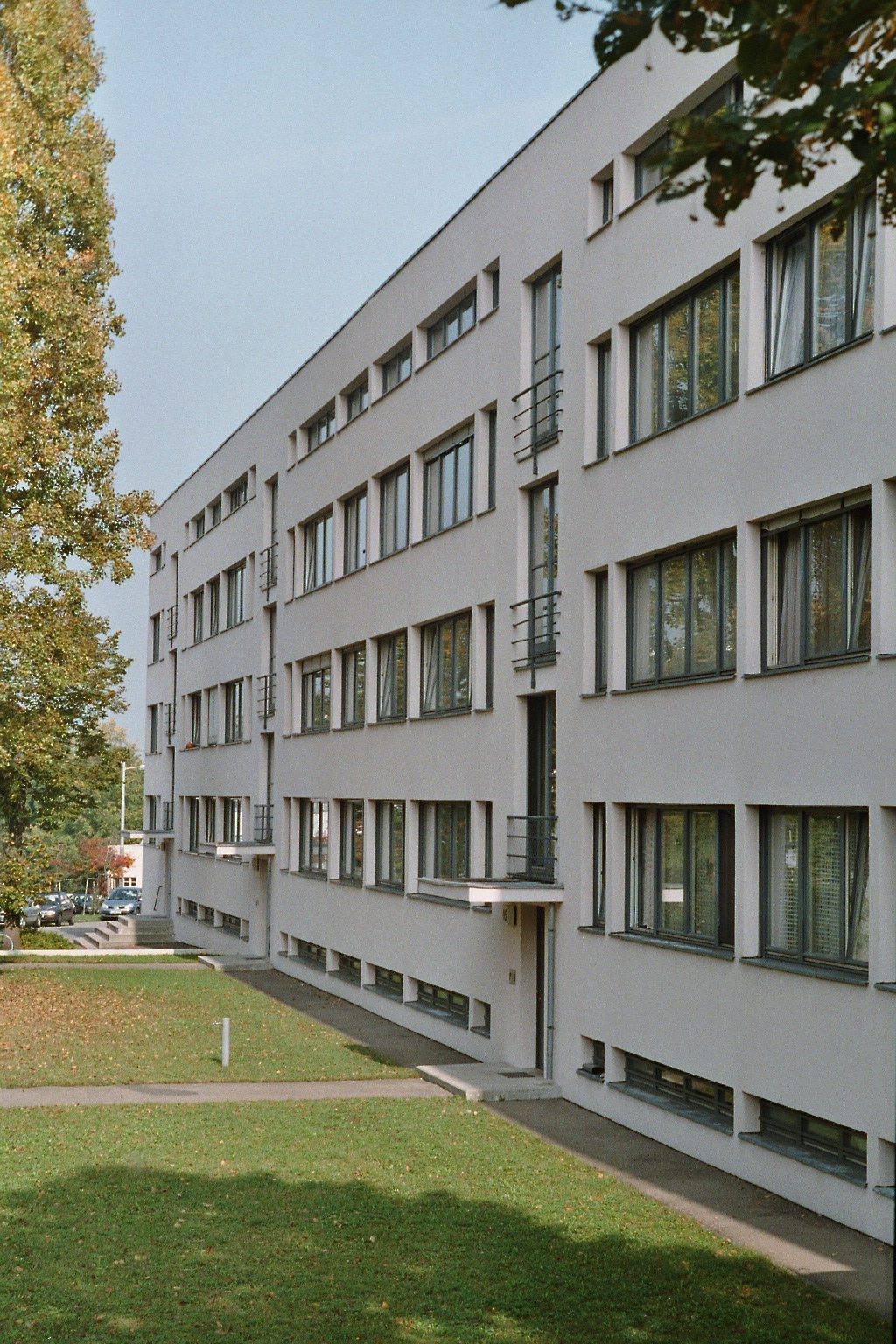
Mustersiedlung Am Weißenhof, Stuttgart 1927

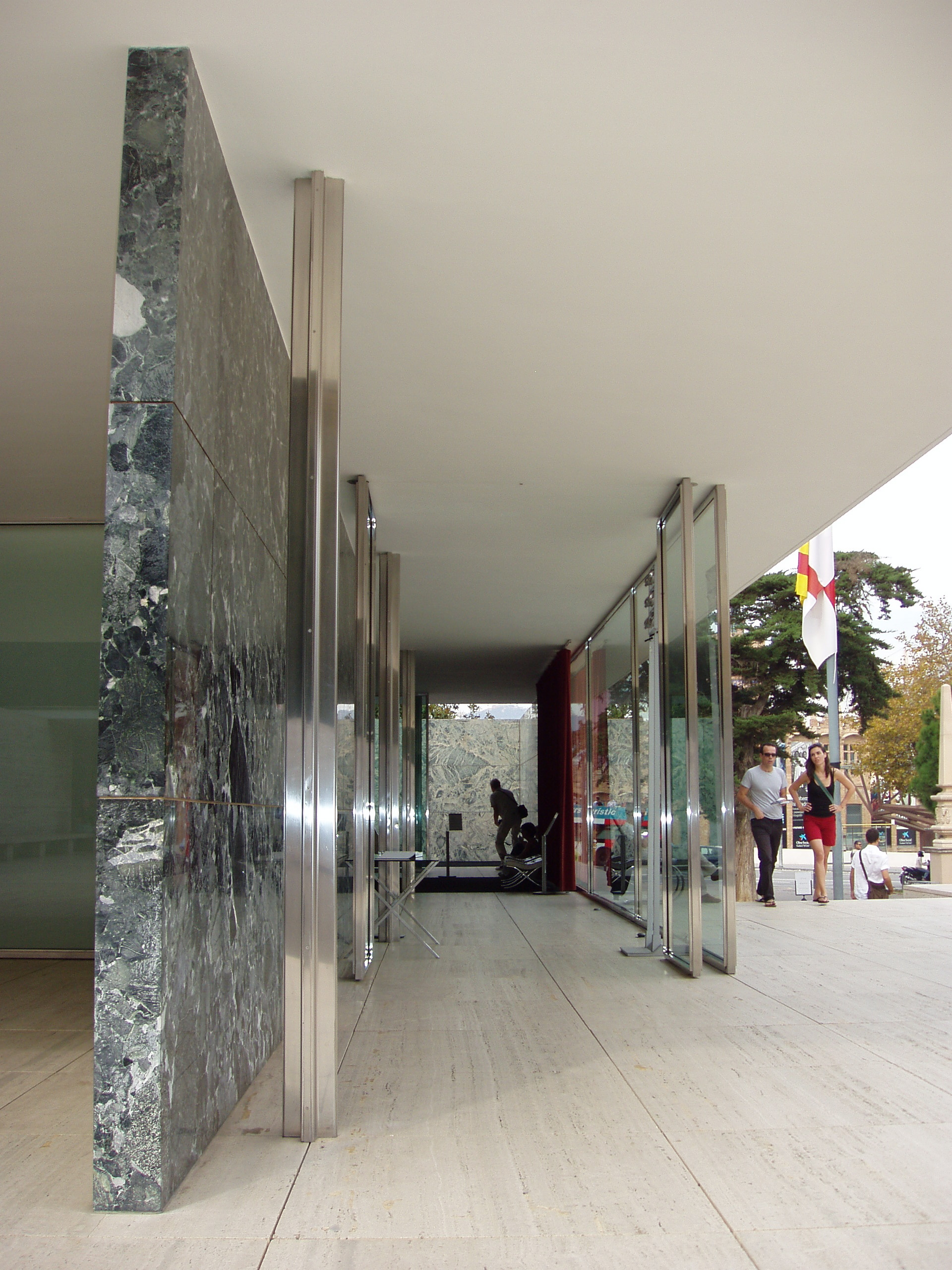
Barcelona-Pavillon, Barcelona 1929

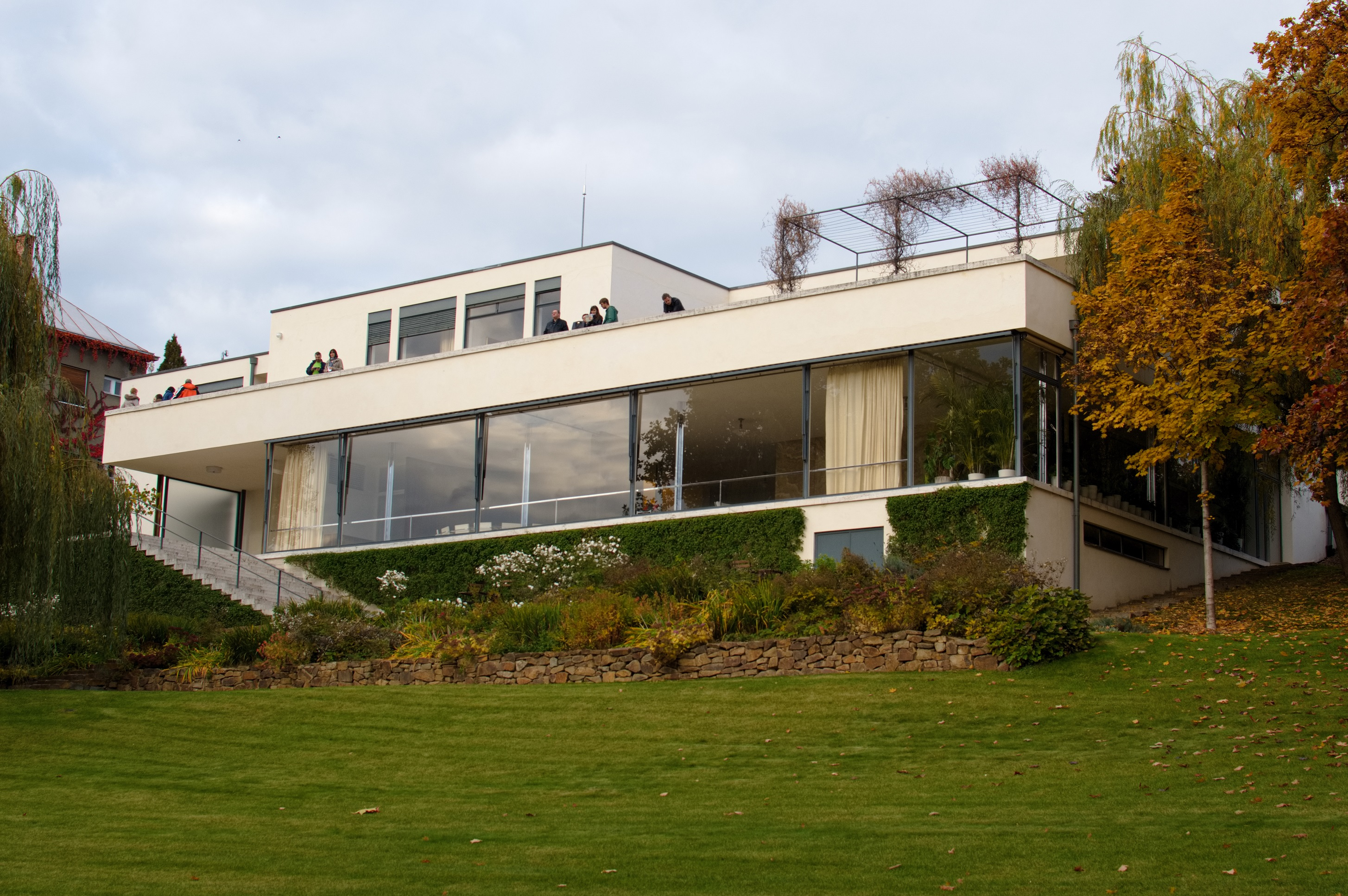
Villa Tugendhat, Brünn/Brno 1930

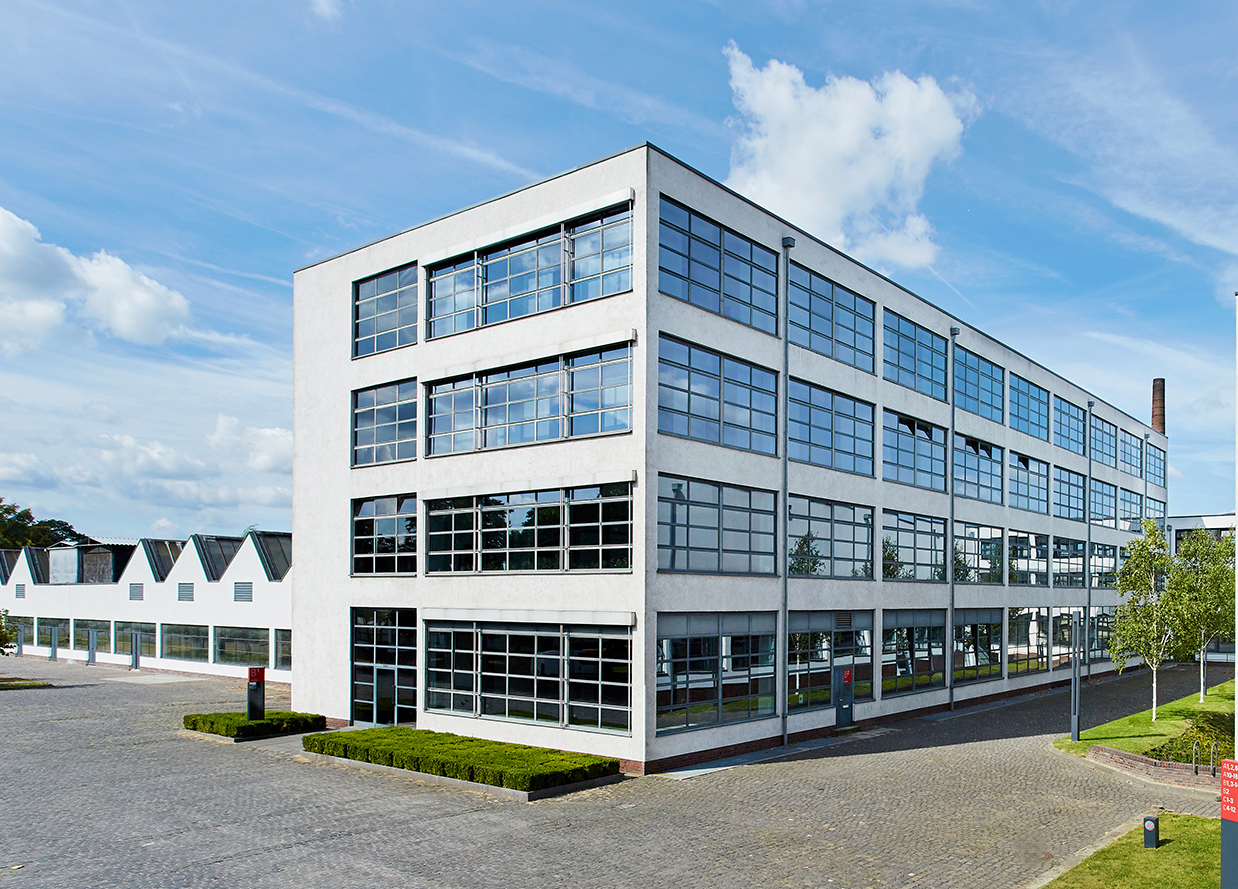
Ehem. VerSeidAG, heute Mies van der Rohe Business Park, Krefeld 1931

Der Erste Weltkrieg wirkte in Europa insgesamt als Kulturschock. Seine Art und sein Ausmaß enthüllten Illusionen der Vorkriegszeit. Auch die Architektur sahen viele nun mit anderen Augen. Wenige Avantgardisten hatten schon vorher geahnt, dass die enormen wissenschaftlichen, technischen und sozialen Entwicklungen des 19. Jahrhunderts mit historisierenden Rückgriffen und ornamentalen Verkleidungen architektonisch nicht authentisch auszudrücken waren. Modernen Architekten ging es jetzt um eine vollständige Neuformulierung der zeitgenössischen Architekturtheorie. Mies van der Rohe begriff diese Herausforderung dank seiner Erfahrungen vor allem mit Paul, Behrens und Berlage sofort und stellte sich ihr, obwohl er für theoretische Problemstellungen sicher nicht die entsprechende schulische Vorbildung besaß. Allerdings ist schon früh ein natürliches und ernsthaftes Interesse an philosophischen und naturwissenschaftlichen Themen nachweisbar. So hinterließ er am Ende seines Lebens eine umfangreiche Bibliothek mit in großen Teilen intensiv durchgearbeiteten Büchern über Architektur, Philosophie und Naturwissenschaften. Tatsächlich hat kein anderer Protagonist der modernen Architektur sich ähnlich stark an philosophischen Prinzipien orientiert wie Mies van der Rohe.
Mit der Revolution im November 1918 wurde im Deutschen Reich die Republik ausgerufen. Im selben Monat fanden sich in Berlin einige Künstler zusammen, die ihre Vorstellungen von einer modernen Kunst diskutieren und der Öffentlichkeit mit Ausstellungen nahebringen wollten. Sie gründeten die Novembergruppe. Mies van der Rohe schloss sich ihnen 1921 an und organisierte bis 1925 die Architekturbeiträge dieser Gruppe in der jährlichen Großen Berliner Kunstausstellung.
1921 nahm Mies van der Rohe an einem Wettbewerb für ein Bürohochhaus an der Friedrichstraße in Berlin teil. Von den Auslobern des Wettbewerbs wurde sein Beitrag nicht ernst genommen, weil er zu ungenau und ungewöhnlich war. Es ist allerdings gut möglich, dass Mies van der Rohe seinerseits die Auslober nicht ernst nahm, weil die wirtschaftliche Lage die Realisierung eines solchen Projektes ohnehin nicht zuließ. Sein Hochhausentwurf war wohl vor allem eine Studie, mit der er bei dieser Gelegenheit an die Öffentlichkeit ging. Aus heutiger Sicht ist diese Studie visionär, denn erstmals waren alle Hauptnutzflächen weitgehend variabel und die Fassade vollständig verglast. Hier ist das erste Beispiel für seine „Haut-und-Knochen“-Architektur der späteren Jahre, wobei „Haut“ für die Glasfassade und „Knochen“ für das Stahltragwerk steht.
1922 variierte er dieses Thema mit einer weiteren Studie für ein „Glashochhaus“. Er ließ davon ein großes Modell anfertigen und stellte es mit der Novembergruppe in der Berliner Kunstausstellung vor. 1923 beteiligte er sich in gleicher Weise an der Ausstellung, diesmal mit zwei Studien: dem „Landhaus in Eisenbeton“ und dem „Bürohaus in Eisenbeton“. Das Bürohaus mit seinen umlaufenden Fensterbändern war wieder offensichtlich zukunftsweisend, das Landhaus mit seiner Grundrissdisposition und den Außenraumbildungen ebenso innovativ. 1924 legte Mies van der Rohe eine letzte Studie vor: das „Landhaus in Backstein“. Vielleicht inspiriert von Frank Lloyd Wright und dessen Prairiehäusern, Gemälden von Theo van Doesburg oder dem „Prounen Raum“ von El Lissitzky, zeigte sich hier zum ersten Mal die Idee des offenen Grundrisses, des fließenden Raumes, in seiner Arbeit.
Diese fünf Studien wurden nach und nach in verschiedenen Ausstellungen über moderne Architektur in einer Reihe von Städten in Deutschland und Europa vorgestellt. Sie gelten in der Baugeschichte als bemerkenswert innovativ und als Keimzellen seiner späteren Arbeiten. Mies van der Rohe organisierte weitere Ausstellungen, hielt Vorträge und schrieb Artikel für seine Freunde und Kollegen in der Zeitschrift G sowie in anderen Veröffentlichungen. Er beteiligte sich intensiv an den Debatten über moderne Architektur und bezog dabei Position auf Seiten der Neuen Sachlichkeit, ohne sich am Ende allerdings vollkommen oder einseitig der Funktionalität zu verschreiben.

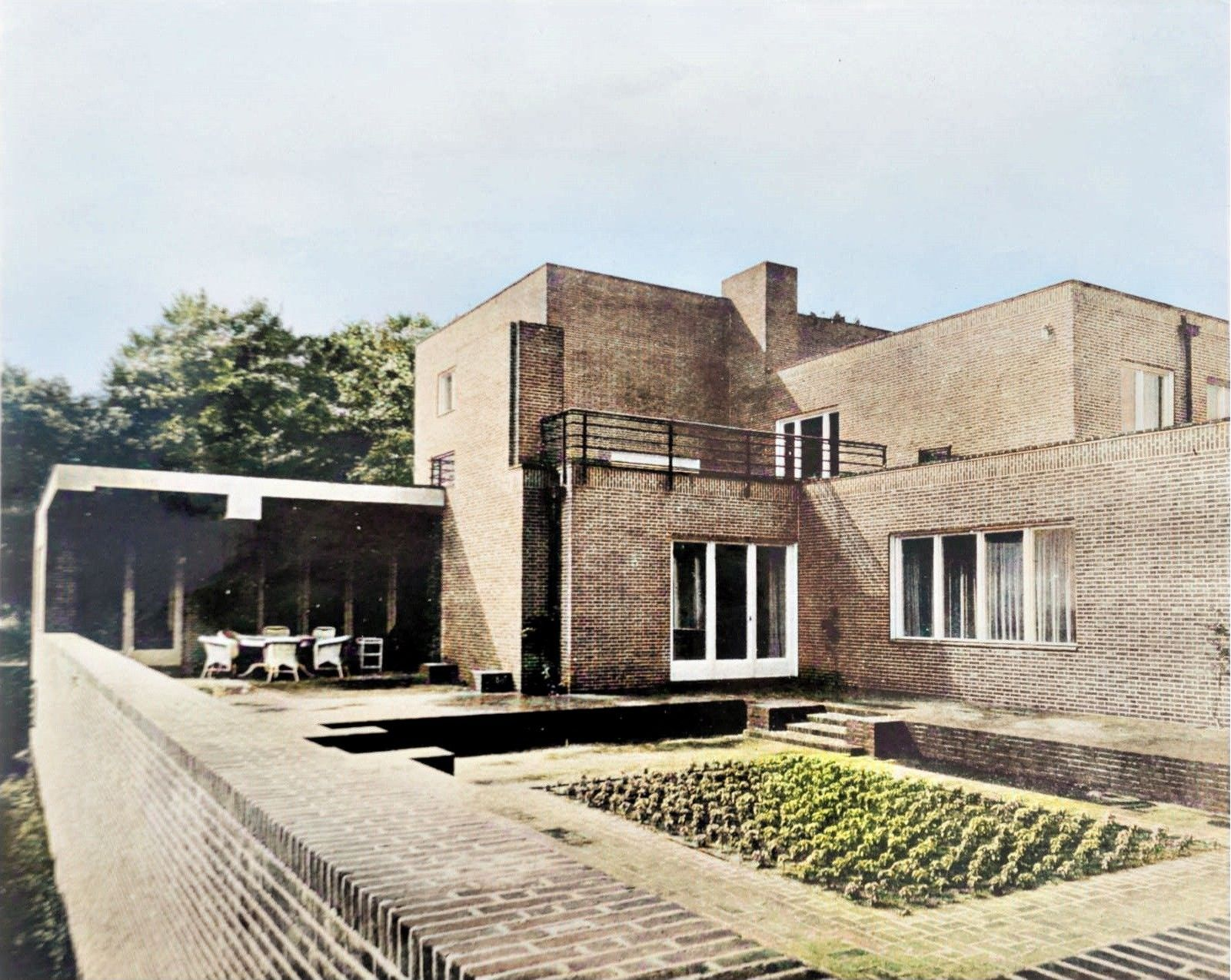
Haus Wolf (zerstört), 1926

1923 baute Mies van der Rohe sein erstes Gebäude in moderner Formensprache: Haus Ryder in Wiesbaden, ein hell verputztes kubisches Wohnhaus mit Flachdach. Haus Wolf in Guben von 1926 zeigt dann später deutliche Bezüge zu den beiden Landhausstudien und beweist seine Eigenständigkeit im formalen Ausdruck.
Mitte der 1920er Jahre wurden in einigen Städten des Deutschen Reichs im Zuge der wirtschaftlichen Erholung nach der Inflation mehrere große Siedlungen des sozialen Wohnungsbaus errichtet (z. B. von Ernst May und Bruno Taut). Mies van der Rohe realisierte in diesem Zusammenhang sein bis dahin umfangreichstes Projekt. Dies waren vier Mehrfamilienwohnhäuser an der Afrikanischen Straße in Berlin-Wedding, die 1927 fertiggestellt wurden. Er verwendete vorfabrizierte Normbauteile (z. B. Fenster) zur Senkung der Baukosten und bemühte sich mit der offenen Gruppierung der Baukörper um eine gute Belichtung und Belüftung der Wohnungen. Formal sind die Gebäude dem Haus Ryder in Wiesbaden ähnlich.
Nachdem Mies van der Rohe 1923 in den BDA (Bund Deutscher Architekten) aufgenommen worden war, gründete er 1924 mit anderen progressiven Mitgliedern einen internen Gesprächskreis mit dem Namen „Der Ring“. Innerhalb des BDA führte dies zu heftigen Auseinandersetzungen zwischen den der Tradition verbundenen und den der Moderne verpflichteten Mitgliedern, in deren Folge Mies van der Rohe 1926 seine Mitgliedschaft im BDA aufkündigte.
1924 trat Mies van der Rohe auf Einladung dem DWB (Deutscher Werkbund) bei und wurde 1926 zu dessen Vizepräsidenten ernannt. In dieser Funktion leitete er die Werkbundausstellung „Die Wohnung“ 1927 in Stuttgart. Ein Teil dieser Ausstellung war die Mustersiedlung Am Weißenhof (Weißenhofsiedlung) im Ortsteil Killesberg, deren Bebauungsplan er entwarf und deren Realisierung er koordinierte. Außerdem beteiligte er sich selbst mit einem langgestreckten Riegel aus vier Mehrfamilienhäusern, bei denen er zum ersten Mal ein Stahlskelett verwendete, wodurch die Fensterflächen vergrößert werden konnten und die Wohnflächen variabler nutzbar waren. Sie wurden ein viel gelobtes Beispiel der Architektur der Moderne, sowohl in funktionaler wie in formaler Hinsicht. Le Corbusier entwarf zusammen mit seinem Vetter zwei Gebäude für die Siedlung und lud Mies van der Rohe bei dieser Gelegenheit zum Gründungskongress des CIAM ein. Ein anderer Teil der Ausstellung wurde in der Innenstadt gezeigt und befasste sich mit moderner Wohnungseinrichtung. Die Leitung dafür hatte die Innenarchitektin Lilly Reich. Sie war seit 1920 Mitglied des Vorstands des Deutschen Werkbunds und arbeitete viel mit Mies van der Rohe zusammen. Sie gestalteten gemeinsam einen Ausstellungsbereich mit raumhohen Glastrennwänden für die Glasindustrie („Glasraum“) und mit farbigen Bodenbelägen für die DLW (Deutsche Linoleum-Werke). Aus dieser Zusammenarbeit entwickelte sich eine enge berufliche und private Partnerschaft.
1928 nahm Mies van der Rohe erfolglos an vier Wettbewerben teil, die nun die Ganzglasfassade und den variablen Grundriss schon realistischer vorführten und eine weitere Stufe der Entwicklung zu seinen Hochhäusern in den USA darstellten. Der Entwurf für die Neugestaltung des Alexanderplatzes in Berlin-Mitte zeigte dabei auch seine städtebaulichen Prämissen der Verkehrstauglichkeit und baulichen Verdichtung in großen Städten.
Mitte 1928 wurden Mies van der Rohe und Reich wohl vor allem aufgrund des großen Erfolges der Stuttgarter Werkbundausstellung mit der künstlerischen Leitung der deutschen Abteilung der Weltausstellung 1929 in Barcelona beauftragt. Sie gestalteten einige Ausstellungsbereiche gemeinsam, Mies van der Rohe baute außerdem ein offizielles Empfangsgebäude. Dieser fast zweckfreie Repräsentationsbau wurde die Hauptattraktion der gesamten Weltausstellung und gilt seither als eines der bedeutendsten Werke der modernen Architektur überhaupt: der Barcelona-Pavillon.
Ende 1928 begann Mies van der Rohe mit dem Entwurf für Haus Tugendhat im tschechischen Brünn (Brno), das 1930 fertiggestellt wurde und ebenfalls als eines der Hauptwerke der modernen Architektur gilt. Es gehört heute zum Weltkulturerbe der Vereinten Nationen. Die Innenausstattung entstand in Zusammenarbeit mit Lilly Reich. Aus der Handweberei von Alen Müller-Hellwig in Lübeck wurden handgeknüpfte Teppiche aus Rohwolle beigesteuert.
Sowohl für eine Musterwohnung in der Weißenhofsiedlung als auch für den Barcelona-Pavillon und das Haus Tugendhat entwarf Mies van der Rohe eine Reihe von Möbeln. Die bekanntesten sind die Freischwinger der MR-Serie, der Barcelona-Sessel, der Brno-Stuhl, der Tugendhat-Sessel, die Palisanderliege mit Nackenrolle und das Glastischchen mit Kreuzgestell. Bei der Auswahl der Bezugsmaterialien wurde er auch hier von Lilly Reich beraten.

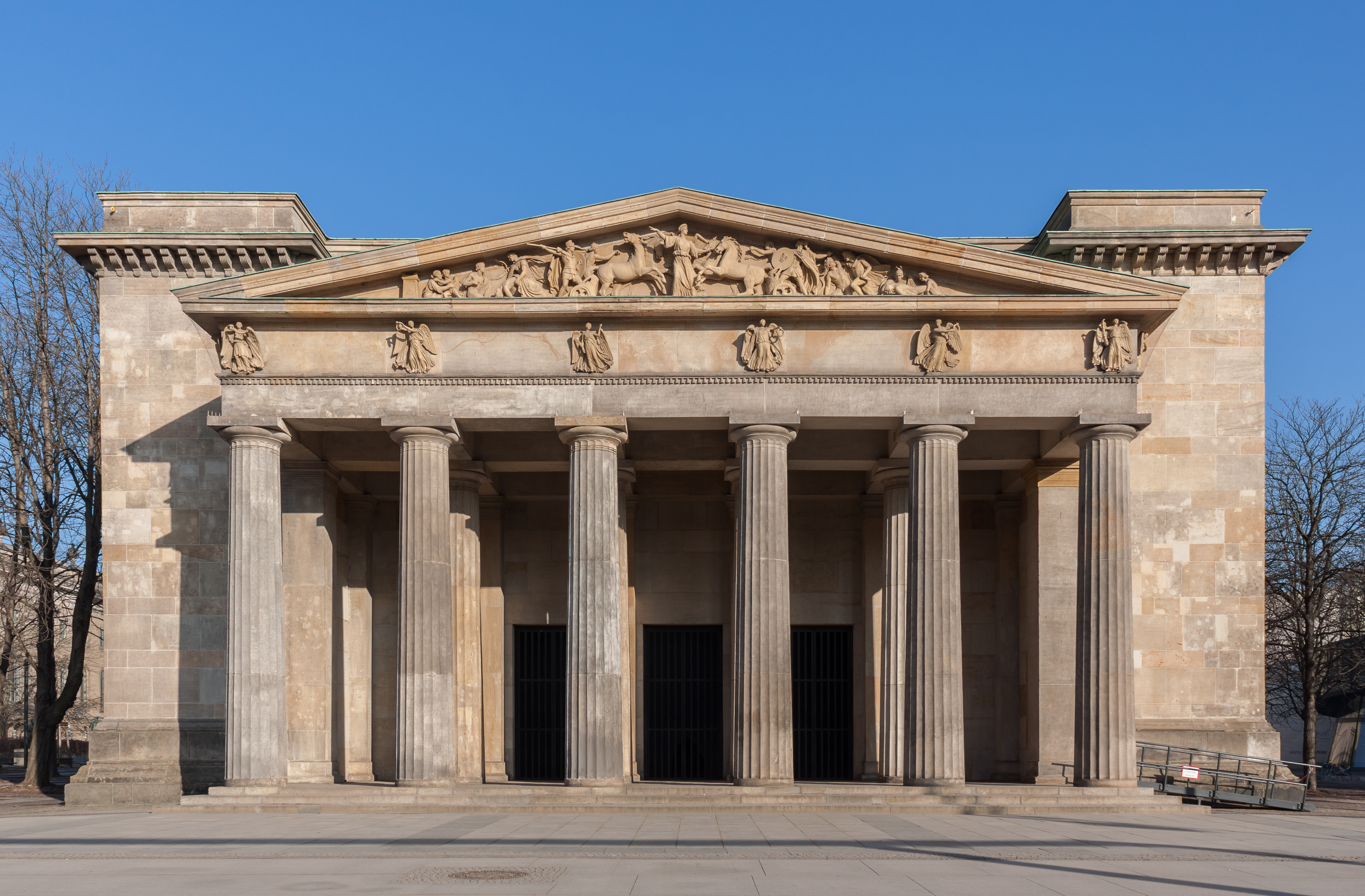
Neue Wache von Karl Friedrich Schinkel in Berlin-Mitte

1930 erreichte Mies van der Rohe im Wettbewerb zum Umbau der Neuen Wache von Karl Friedrich Schinkel in Berlin-Mitte als Ehrenmal für die Gefallenen des Weltkriegs den zweiten Platz. Sein Entwurf sah einen monumentalen Innenraum mit einem flachen schwarzen Gedenkstein vor, der oben mit dem deutschen Wappen und seitlich mit der schlichten Inschrift „DEN TOTEN“ verziert war. An den Seitenwänden des Innenraums lagen zwei Steinbänke, in der Rückwand befand sich eine Glastür, durch die der von Unter den Linden eintretende Besucher das Kastanienwäldchen hinter der Neuen Wache gesehen hätte. Für das Berliner Ehrenmal sollten dieselben Materialien wie für den Barcelona-Pavillon gewählt werden, nämlich Böden aus hellgrauem Travertin und Wände aus dunkelgrünem Serpentinit.

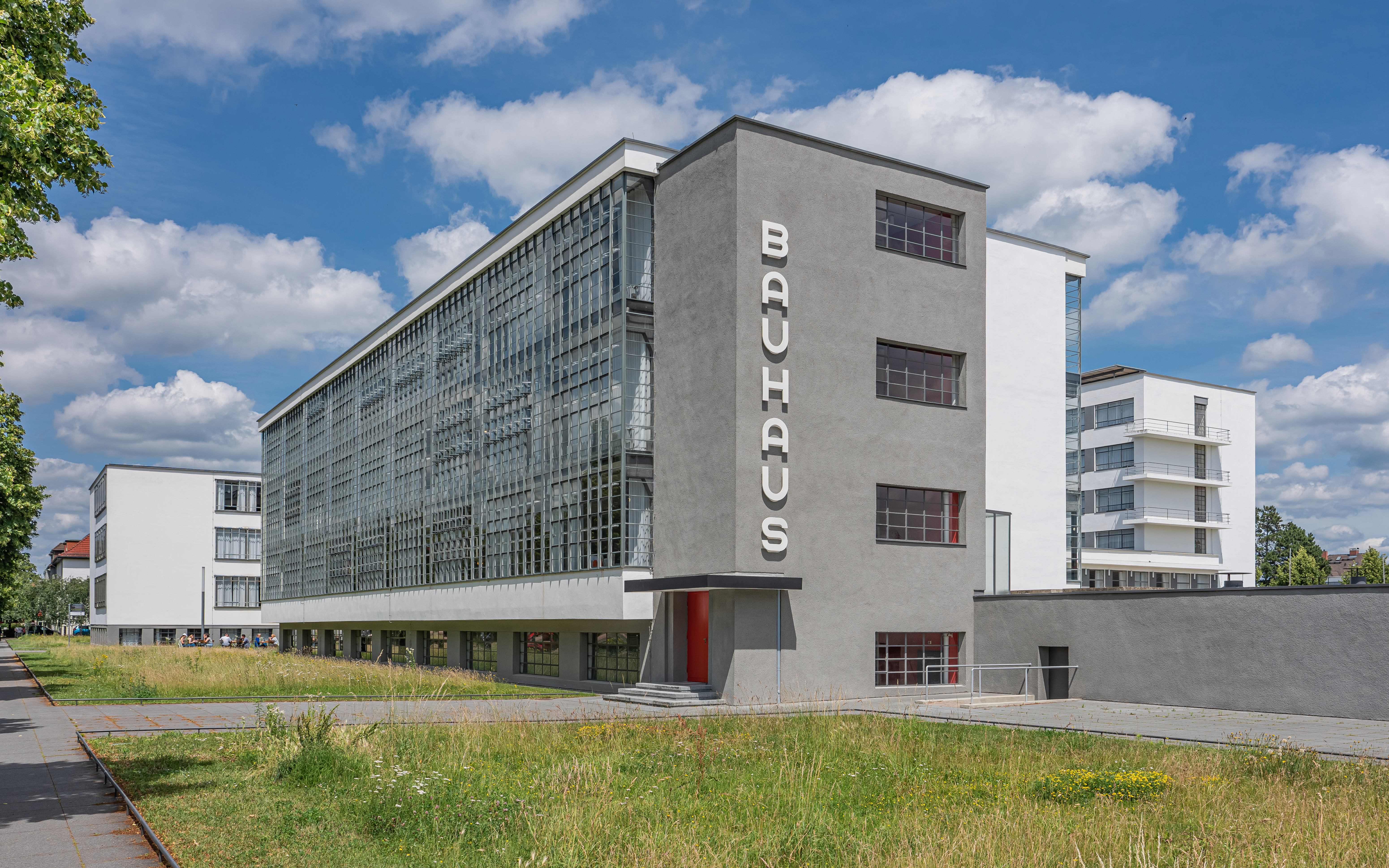
Bauhaus in Dessau von Walter Gropius, ab 1930 kurzzeitig die neue Wirkungsstätte von van der Rohe

### Ende der Republik und Nationalsozialismus
Mit der Weltwirtschaftskrise ab 1929 setzte auch für Mies van der Rohe eine Zeit wirtschaftlicher Unsicherheit ein. Er nahm 1930 die Berufung zum Direktor des Bauhauses in Dessau an und begann damit seine akademische Lehrtätigkeit. 1931 wurde er in die Preußische Akademie der Künste aufgenommen. Das Bauhaus in Dessau wurde jedoch schon 1932 von einem neu gewählten Stadtrat mit nationalsozialistischer Mehrheit aus politischen Gründen geschlossen. Mies van der Rohe richtete daraufhin das Bauhaus Berlin als Privatinstitut in Berlin-Lankwitz ein, musste aber wegen des zunehmenden politischen Drucks der neuen Reichsregierung der Nationalsozialisten Mitte 1933 aufgeben. Diese bekämpfte das Bauhaus wegen einiger Sympathien für den Sozialismus und der dort vertretenen Kulturauffassung.

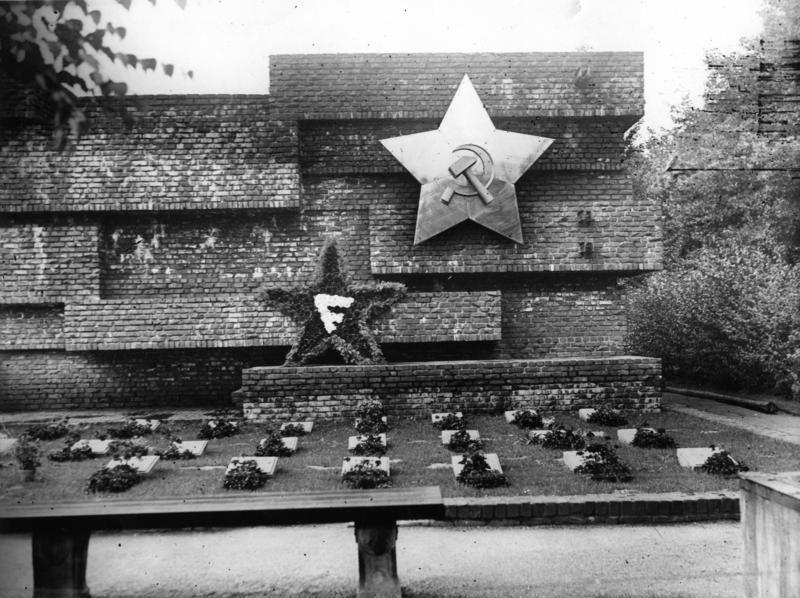
Revolutionsdenkmal, Berlin-Friedrichsfelde 1926

Mies van der Rohes Haltung zu den neuen Machthabern ist in der Folgezeit oft als opportunistisch kritisiert worden. Im Jahr 1934 trat er in die Reichskulturkammer ein, am 18. August 1934 unterzeichnete er den Aufruf der Kulturschaffenden zur Unterstützung Adolf Hitlers im Völkischen Beobachter; im selben Jahr trat er in die Nationalsozialistische Volkswohlfahrt ein und nahm an der Ausstellung Deutsches Volk-Deutsche Arbeit teil. Auch sein Entwurf für den deutschen Beitrag zur Weltausstellung in Brüssel (1934) kann als Zeichen seines Opportunismus verstanden werden.
Die Nationalsozialisten grenzten ihn jedoch immer stärker aus und drängten ihn 1937, die Preußische Akademie der Künste zu verlassen. Damit war klargestellt, dass er offiziell abgelehnt wurde. Das hing allerdings nicht mit einer grundsätzlichen Ablehnung der Moderne durch den Nationalsozialismus zusammen. Mies van der Rohe jedoch lehnte eine politisch determinierte Kunst ausdrücklich ab. Demnach war sein Revolutionsdenkmal für Rosa Luxemburg und Karl Liebknecht von 1926 keine politische Stellungnahme zugunsten einer sozialistischen Räterepublik, deren er nun verdächtigt wurde, sondern lediglich die künstlerische Umsetzung des Gedenkens an zwei Opfer willkürlicher Gewalt. Seine Fehleinschätzungen politischer Realitäten teilt er mit einigen anderen Künstlern. Bei ihm erklären sie sich vielleicht mit seinem von Freunden konstatierten Desinteresse an politischen Themen. Gleichwohl versuchte er weiterhin, von der umfangreichen Bautätigkeit des Nationalsozialismus zu profitieren, indem er ab 1938, kurz vor seiner Emigration in die USA, einen Travertin-Steinbruch in der Eifel pachtete, um die Baustelle des Reichsparteitagsgeländes mit Naturstein zu beliefern. Die Ausbeutung des Bruchs übernahm sein Bruder Ewald.
Hatte Mies van der Rohe noch 1931 auf der Berliner Bauausstellung im Rahmen der von ihm selbst geleiteten Abteilung „Die Wohnung unserer Zeit“ ein Modellwohnhaus in Originalgröße aufbauen lassen, das die Prinzipien des Pavillons von Barcelona mit Wohnzwecken verband, so war es ihm später nicht mehr möglich, dieses Thema weiter zu realisieren. An seinen Entwürfen aus dieser Zeit für nicht gebaute Wohnhäuser (Haus Gericke 1932, Haus Hubbe 1935, Haus U. Lange 1935) sowie einer kleinen Serie von Hofhäusern, die er als Studien anfertigte, lässt sich gut erkennen, wie weit die für Barcelona gefundenen Lösungen weiter ausformuliert und in moderne Wohngebäude hätten umgesetzt werden können. Abgesehen von seinem Vorschlag für den Deutschen Pavillon zur Weltausstellung 1935 in Brüssel wirken seine wenigen übrigen Arbeiten der Dreißiger Jahre vergleichsweise zurückhaltend und konventionell.
1932 hatte die Ausstellung „Modern Architecture: International exhibition“ des Museum of Modern Art in New York sowie das Buch dazu („The International Style“) die moderne Architektur in den USA weithin bekannt gemacht und ein allgemeines Interesse geweckt. Amerikanische Universitäten versuchten zunehmend, sich dieser Entwicklung anzuschließen, und so bekam Mies van der Rohe 1936 ein Angebot zur Bewerbung an einen Lehrstuhl für Entwerfen an der Harvard University in Cambridge Massachusetts und eines für die Leitung der Architekturabteilung am Armour Institute in Chicago.
1937 unternahm er eine Reise in die USA, die ihn über New York und Wyoming (Projekt Resor House) nach Chicago führte, wo er die Verhandlungen mit dem Armour Institute erfolgreich abschließen konnte. Die beachtlichen Einflussmöglichkeiten im Institut und die Aussicht auf die problemlose Gründung eines Architekturbüros in Chicago waren wohl ausschlaggebend für ihn. Er kehrte noch einmal nach Deutschland zurück, bevor er 1938 endgültig in die Vereinigten Staaten übersiedelte. 1944 wurde er amerikanischer Staatsbürger.

### Moderne in Amerika

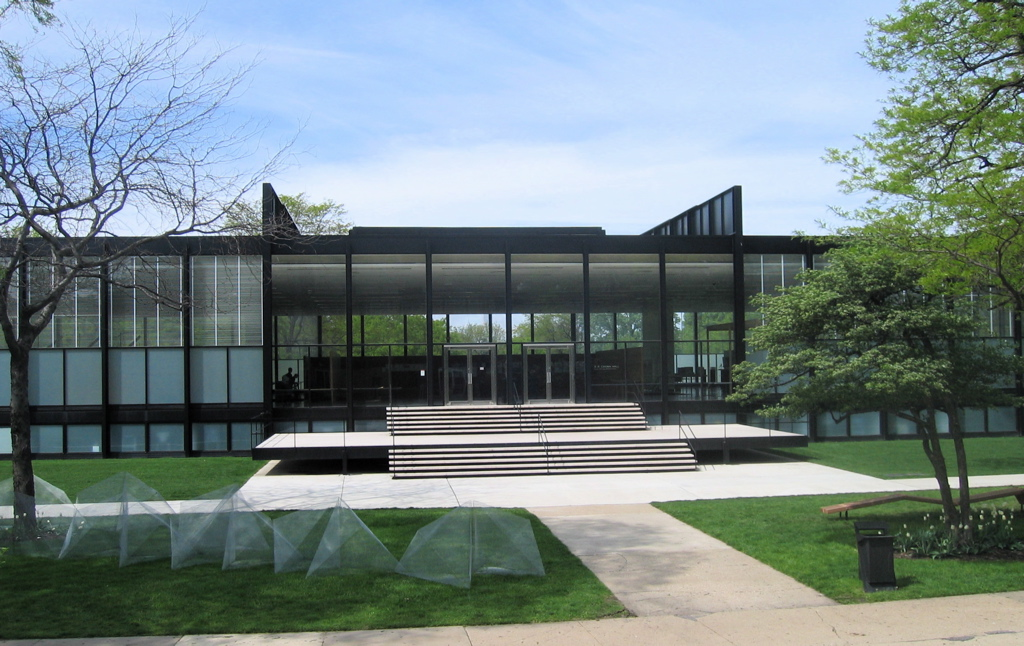
Crown Hall auf dem IIT Campus, Chicago 1956

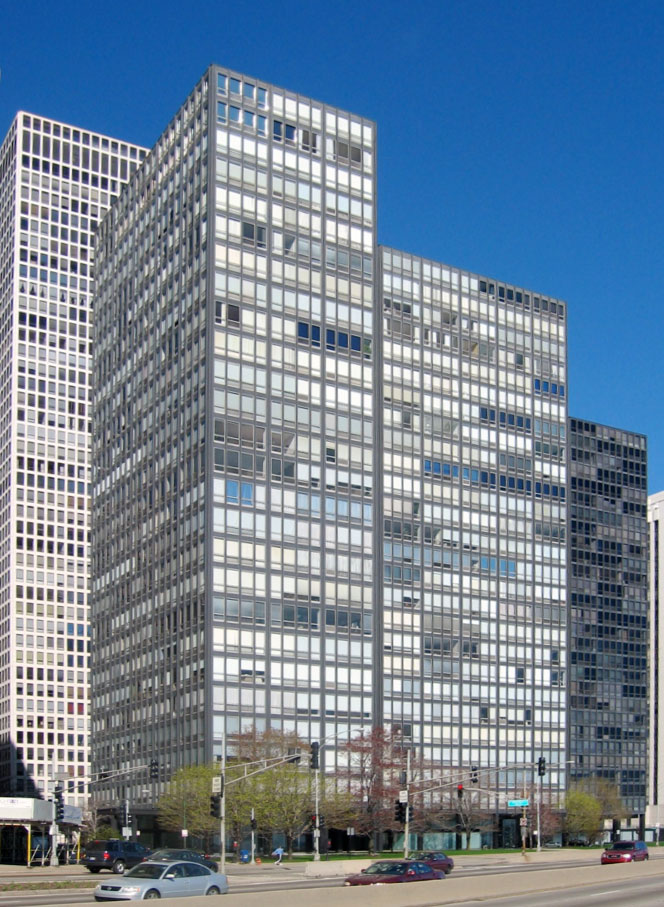
860–880 Lake Shore Drive Apartments, Chicago 1951

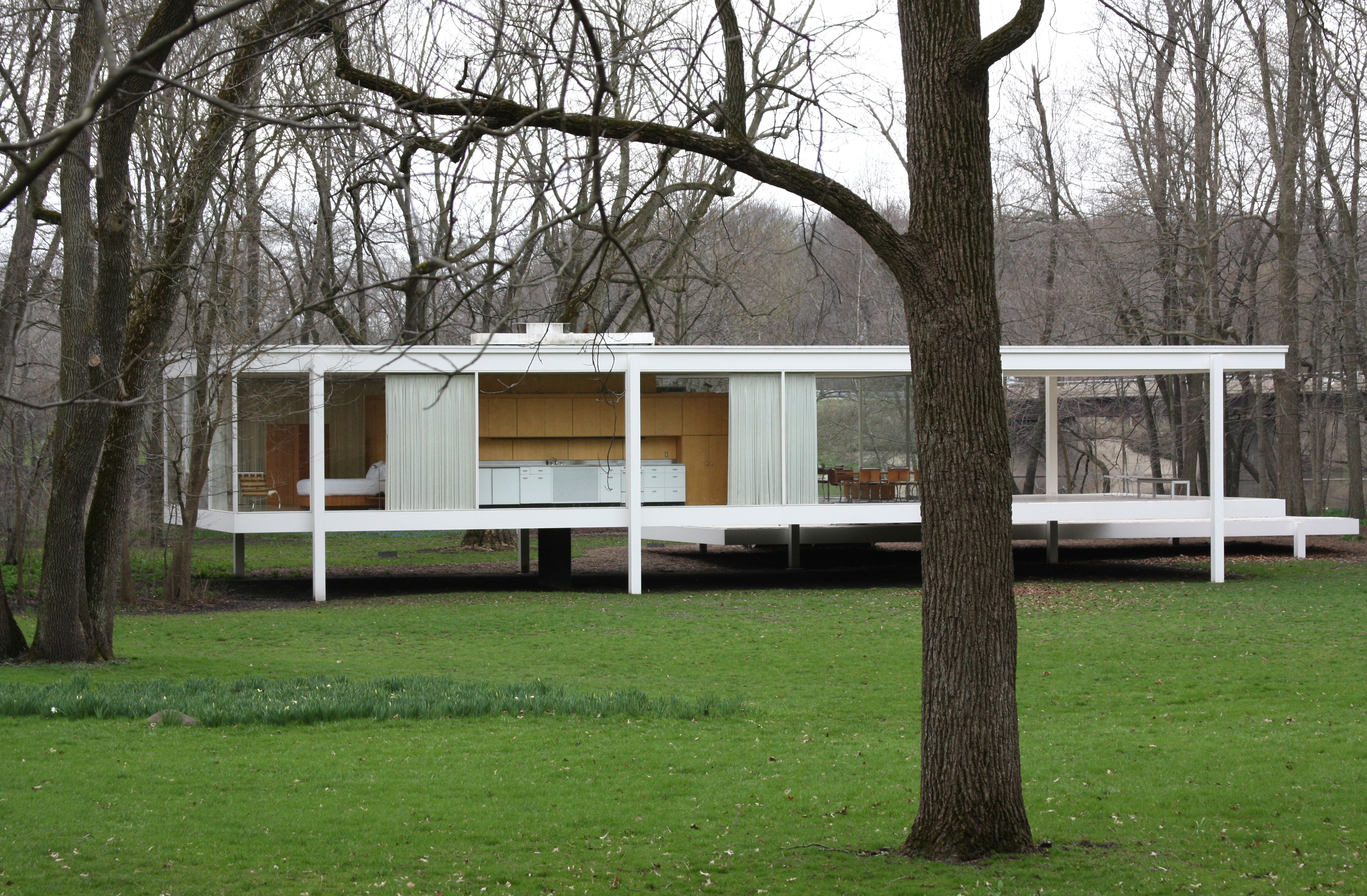
Farnsworth House, Plano, Illinois, 1950/51

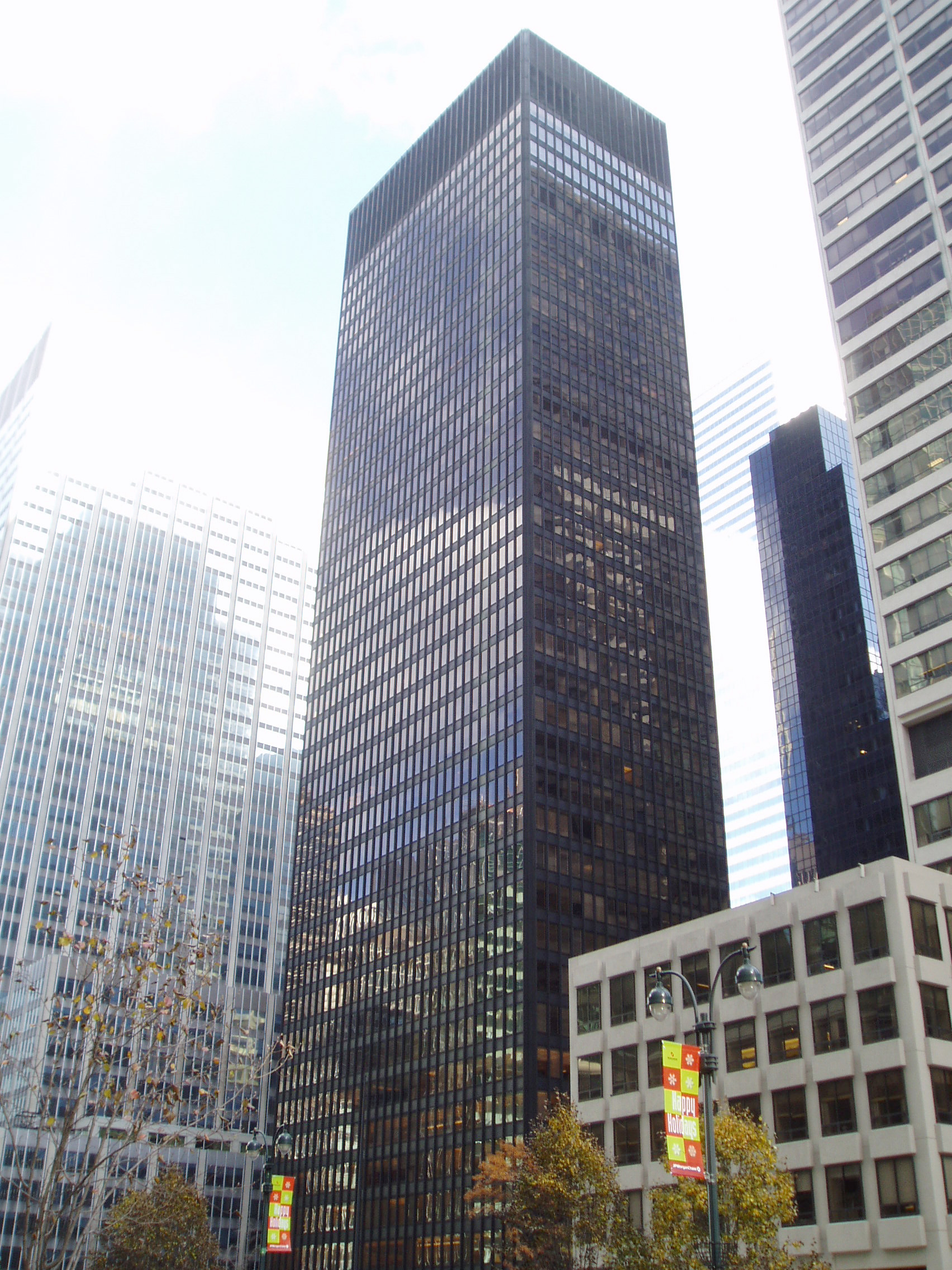
Seagram Building, New York City 1958

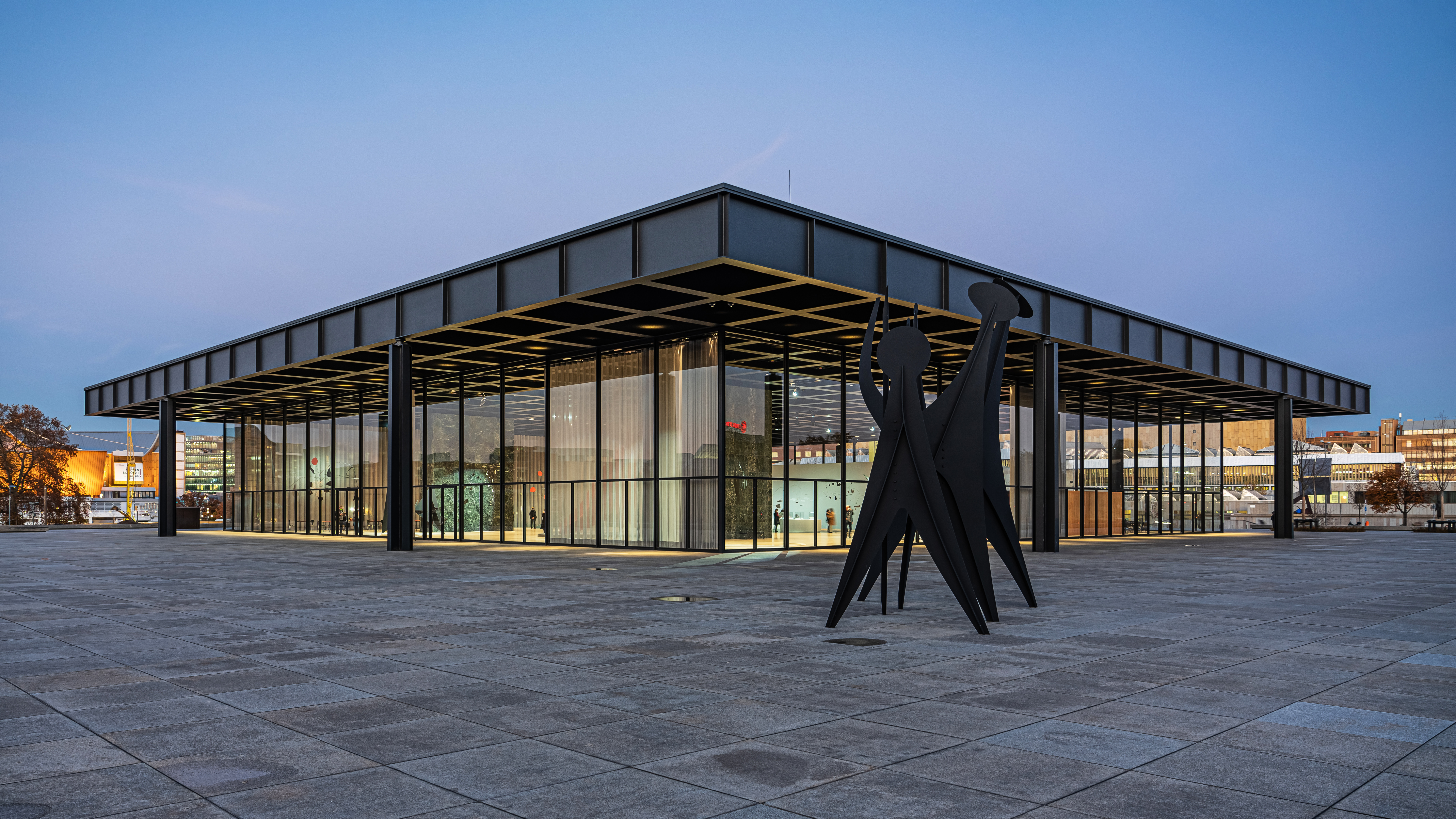
Neue Nationalgalerie, Berlin 1967

Mies van der Rohe nahm nun am Armour Institute seine akademische Lehrtätigkeit wieder auf und war zunächst damit beschäftigt, die Ausbildung der Studenten neu zu gestalten. Die Orientierung an der École des Beaux-Arts wurde aufgegeben und durch eine Lehre ersetzt, die sich vom Handwerklichen über das Planerische zum Theoretischen entwickelte (vgl. „firmitas, utilitas, venustas“ bei Vitruv). Er holte dafür auch zwei ehemalige Bauhauskollegen an seine Fakultät: Walter Peterhans, der von New York herüberkam und die Seminare für visuelle Schulung aufbaute und Ludwig Hilberseimer, der aus Deutschland emigrierte und den Bereich Städtebau übernahm.
1939 gründete Mies van der Rohe sein Architekturbüro in Chicago und bekam nach der Fusion des Armour Institute mit dem Lewis Institute zum Illinois Institute of Technology (IIT) ein Jahr später den Auftrag für die Planung des neuen Campus dieser Hochschule. Er entwarf eine an der Erschließungsstruktur Chicagos orientierte rechtwinklige und durchgrünte Ansammlung niedriggeschossiger Institutsgebäude mit sichtbaren Stahltragwerken und Ausfachungen aus Backstein und Glas. Fünfzehn dieser Gebäude realisierte er im Laufe der Jahre selbst, darunter 1946 die Alumni Memorial Hall, 1952 die St. Savior Chapel und 1956 die Crown Hall, die als eines seiner Meisterwerke in den USA gilt. Außerdem baute er weitere neun Gebäude für Hochschuleinrichtungen außerhalb des Campus. Mit dem Ausscheiden aus dem IIT 1958 wurde schließlich auch die Zusammenarbeit mit seinem Büro beendet.
Im Jahr 1946 lernte Mies van der Rohe den Projektentwickler Herbert Greenwald kennen, der mit einem modernen Architekten Apartmenthäuser im ganzen Land realisieren wollte. Bis zu seinem Tod 1969 entstanden aus dieser Zusammenarbeit sechs große Wohnhochhausanlagen. Davon sind wohl die beiden Apartmenthäuser am Lake Shore Drive 860/880 in Chicago die berühmtesten. Hier hat Mies van der Rohe 1951 selbst zum ersten Mal im Hochhausbau eine reine Stahlkonstruktion verwendet und die Fassaden weitgehend verglast. Dieses Konzept sollte er in Zukunft für alle Hochhausbauten vergleichbarer Konstruktionsweise beibehalten, er legte aber sehr bald die äußeren Tragwerkspfosten aus der Fassadenebene zurück in den Innenraum und hängte die Fassade davor (Vorhangfassade, engl. „curtainwall“). Dies beeinträchtigte zwar die von ihm erstrebte Wahrnehmung der konstruktiven Logik, ließ sich aber aus bauphysikalischen und baugesetzlichen Gründen nicht mehr anders ausführen. Die größte Wohnanlage, Lafayette Park in Detroit von 1955, entwarf er gemeinsam mit Ludwig Hilberseimer und Alfred Caldwell als eine moderne Version der Gartenstadt.
1947 organisierte Philip Johnson, der Leiter der Architekturabteilung des Museum of Modern Art in New York, eine Retrospektive der Arbeiten von Mies van der Rohe. Johnson überließ ihm die Gestaltung der Ausstellung. Sie wurde ein großer Erfolg und festigte sein Ansehen in den Vereinigten Staaten nachhaltig. In dieser Zeit arbeitete er auch an den Plänen für das Wochenendhaus einer befreundeten Ärztin, das dann 1951 fertiggestellt wurde: Farnsworth House. Es wird als sein erstes Meisterwerk in den Vereinigten Staaten angesehen, wurde weltberühmt und befindet sich heute im Besitz des National Trust for Historic Preservation.
1954 erhielt Mies van der Rohe den Auftrag zur Planung seines ersten Bürohochhauses, des Seagram Building in New York von 1958. Es zählt ebenfalls zu seinen Meisterwerken. Die Art der Einfügung des Gebäudes in die städtische Situation war vollkommen neu und findet sich dann in ähnlicher Form in drei folgenden Projekten: dem Chicago Federal Center von 1964, dem Westmount Square Montreal von 1968 und dem Toronto-Dominion Centre von 1969. In allen Fällen wird mitten in der Stadt und umgeben von Hochhausbauten ein öffentlicher Platz freigehalten, der in die vollständig verglasten Erdgeschosszonen von Mies van der Rohes Gebäuden fast nahtlos übergeht und sie auf diese Weise untereinander und mit dem Stadtraum verbindet. Hier und auch bei einzelnen freistehenden Bürohochhäusern wie dem One Charles Center in Baltimore von 1963 und dem IBM Building in Chicago von 1969 beweist Mies van der Rohe außerdem insgesamt ein hohes Maß an Aufmerksamkeit für die städtebauliche Situation.
Anfang der 1960er Jahre bekam Mies van der Rohe vom Senat (West-)Berlins das Angebot für die Planung der Neuen Nationalgalerie im Kulturforum am Kemperplatz. Trotz zunehmender gesundheitlicher Probleme (Arthritis) und eingeschränkter Bewegungsfähigkeit arbeitete er intensiv an diesem Auftrag und reiste mehrere Male zur Besichtigung der Baustelle nach Berlin. An der Eröffnung 1968 konnte er allerdings nicht mehr teilnehmen. Die Neue Nationalgalerie gilt als Meisterwerk und steht am Ende einer Reihe von Bauten und Projekten, die den stützenlosen, eingeschossigen Hallenraum thematisieren, der als nutzungsvariabler Universalraum ohne funktionale Festlegungen ein freier und rein architektonischer Raum sein sollte. In den meisten Fällen erreichte er dies wegen funktionaler Einschränkungen nur zum Teil. Am Ende in Berlin, wie am Anfang in Chicago (Crown Hall, siehe oben), gelang es ihm fast vollständig.
In den letzten Jahren seines Lebens wurde Mies van der Rohe mit vielen Auszeichnungen geehrt. Ehrendoktortitel, Goldmedaillen von Architektenverbänden und die höchsten Zivilorden der Bundesrepublik Deutschland und der Vereinigten Staaten von Amerika gehören dazu. Die Aufträge für sein Büro wurden immer zahlreicher, vieles überließ er seinen langjährigen Mitarbeitern und seinem Enkelsohn, dem Architekten Dirk Lohan. Mit diesem führte er auch sein letztes großes Interview, das leider nur fragmentarisch erhalten ist. In seinem Testament verfügte er für die Abwicklung der mit ihm begonnenen Gebäude die Weiterführung seines Büros unter seinem Namen für fünf Jahre.
Mies van der Rohe erkrankte am Ende seines Lebens an Speiseröhrenkrebs und starb im Sommer 1969 im Wesley Memorial Hospital in Chicago im Alter von 83 Jahren an einer Lungenentzündung innerhalb von drei Tagen. Seine Urne wurde auf dem Graceland Cemetery in Chicago beigesetzt.

## Werke (Auswahl)

### Bauten

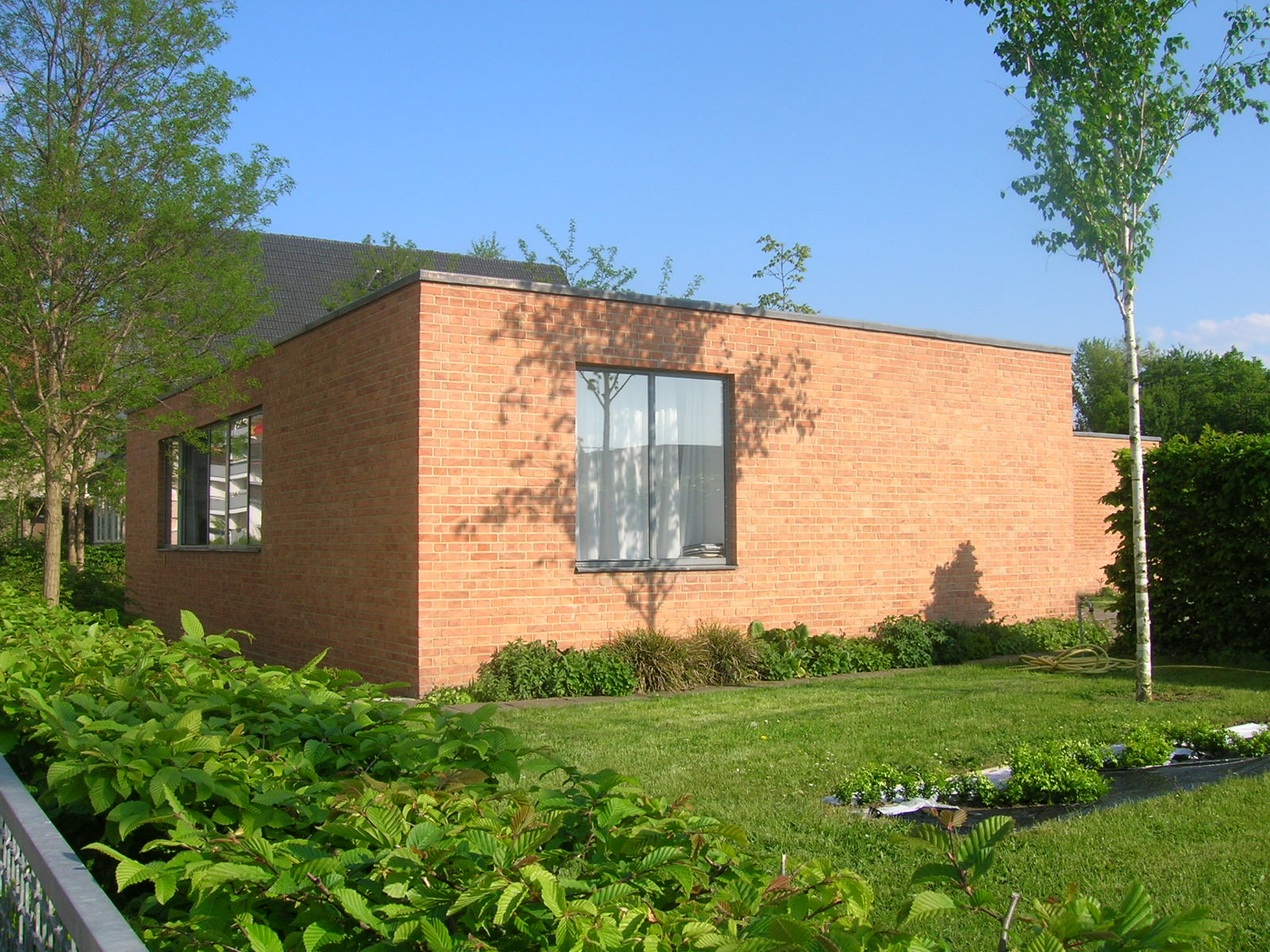
Haus Lemke heute Mies van der Rohe Haus, Berlin-Hohenschönhausen 1933

Anmerkung: Bauten, die den „Rang von Schöpfungsbauten“ beanspruchen dürfen, sind in Fettdruck dargestellt.

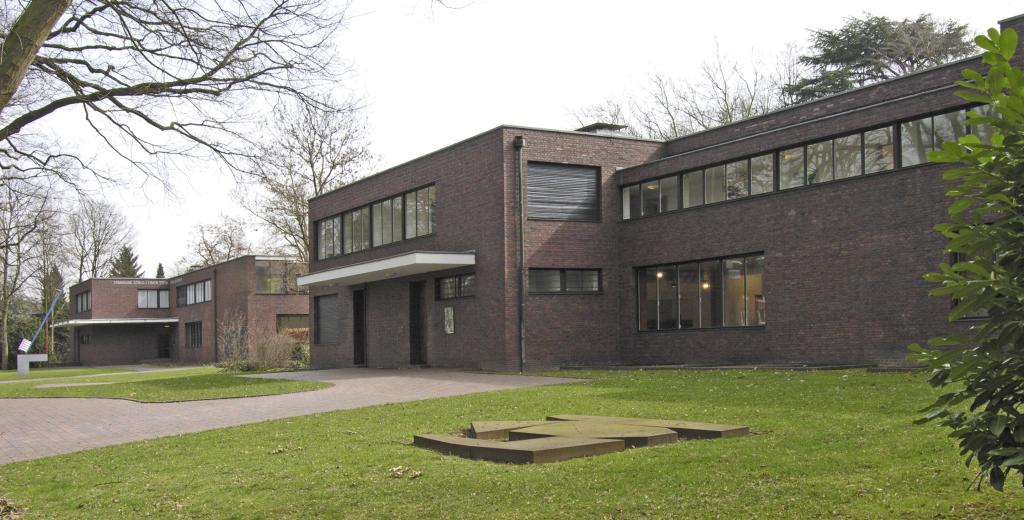
Haus Lange und Haus Esters, Krefeld 1927–1930

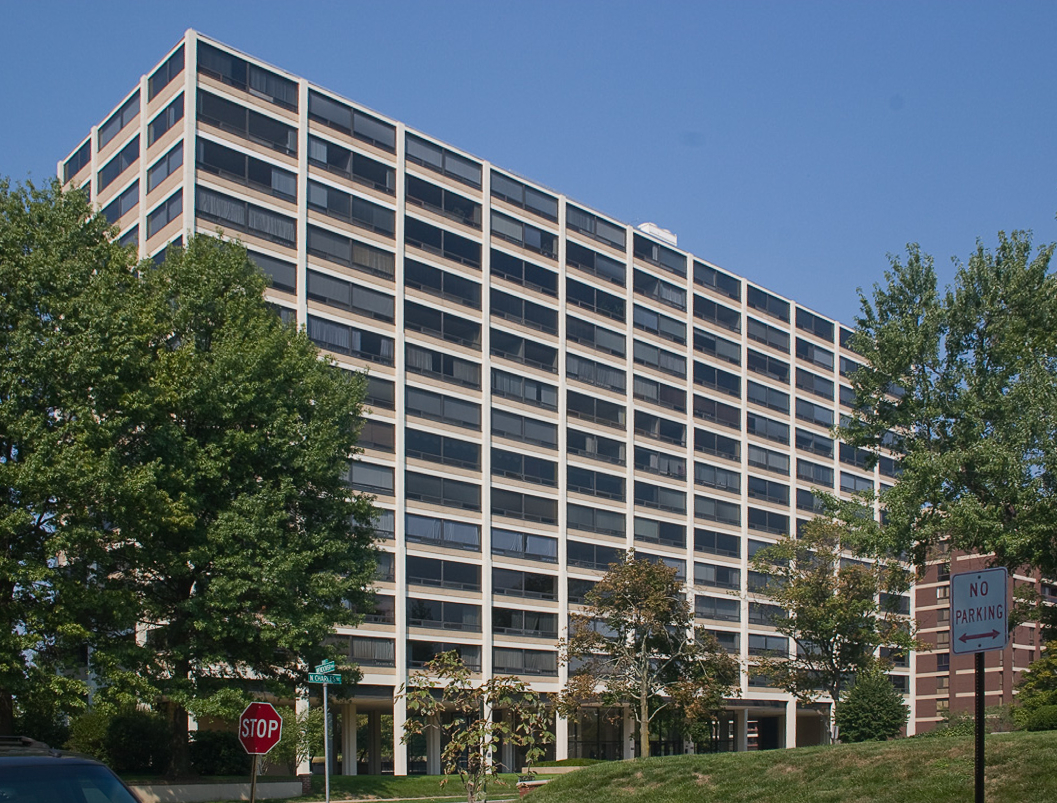
Highfield House, Baltimore 1964

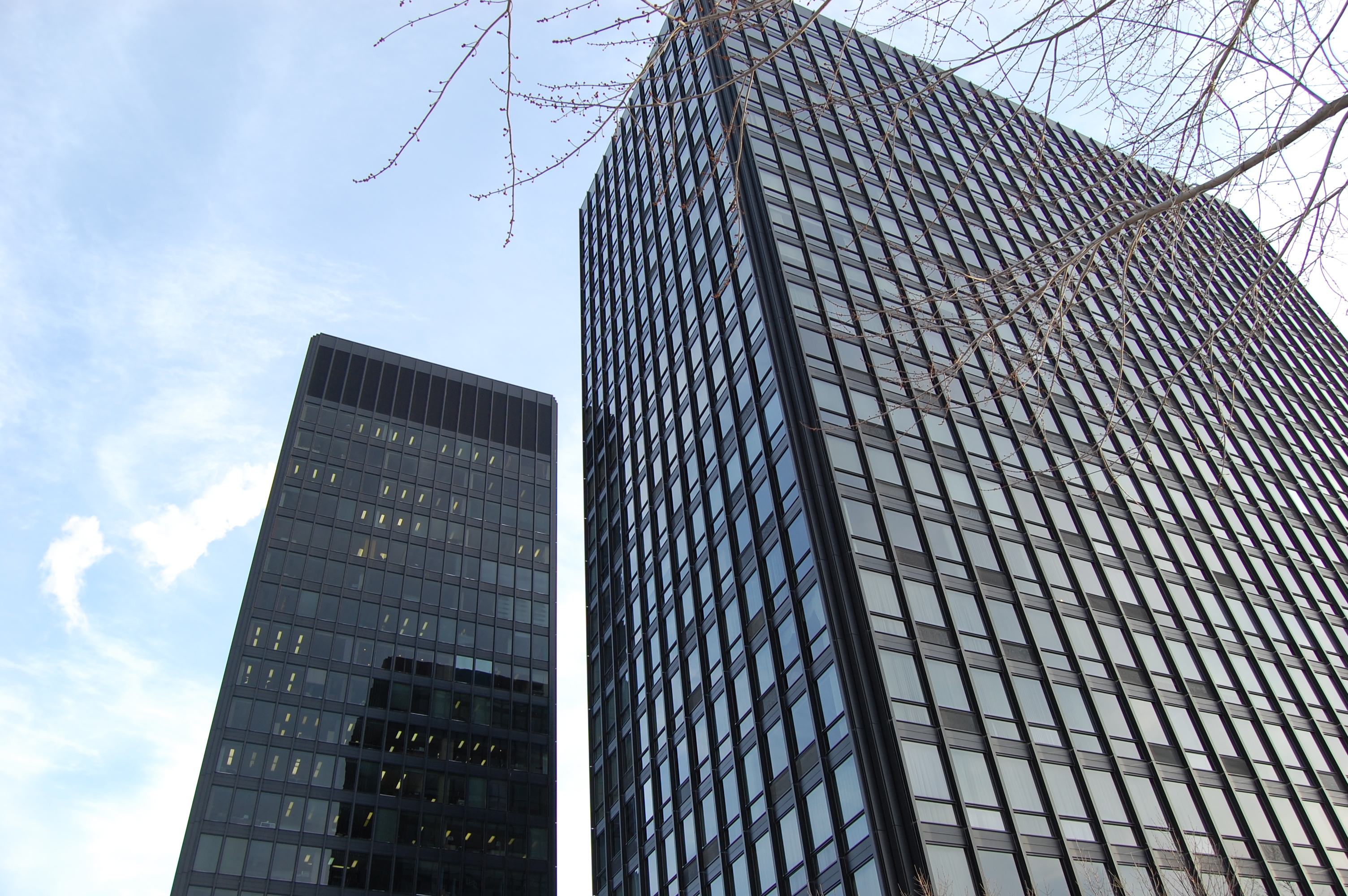
Westmount Square, Montreal 1968

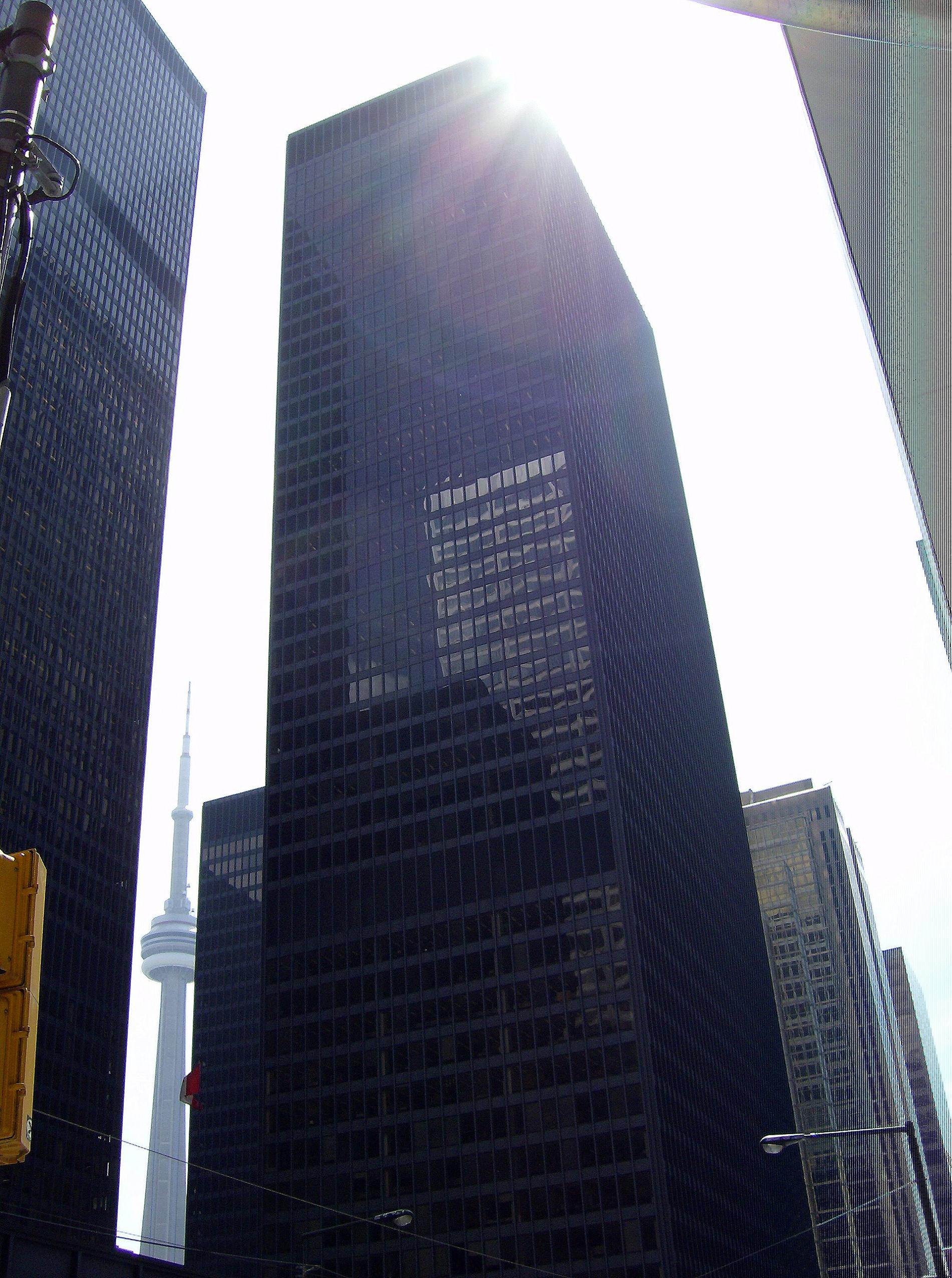
Toronto-Dominion Centre, Toronto 1967 und 1969

- Haus Riehl, Potsdam-Neubabelsberg (1907)
- Haus Perls, Berlin (1911)
- Haus Werner, Berlin (1913)
- Haus Urbig, Potsdam-Neubabelsberg (1917)
- Haus Kempner (zerstört), Berlin (1921–1923)
- Haus Eichstaedt, Berlin (1921–1923)
- Haus Feldmann (zerstört), Berlin (1921–1923)
- Haus Ryder, Wiesbaden (1923)
- Haus Mosler, Potsdam-Neubabelsberg (1924)
- Haus Wolf (zerstört), Guben (Gubin) (1926)
- Das Revolutionsdenkmal (zerstört), Friedhof Berlin-Friedrichsfelde (1926)
- Mehrfamilienhäuser Afrikanische Straße, Berlin (1927)[20][21]
- Mehrfamilienhäuser Am Weißenhof, Stuttgart (1927)
- Geschäftshaus Saul Adam, Berlin (1928).[22]
- Barcelona-Pavillon Barcelona (1929, Rekonstruktion 1986)
- Haus Lange und Haus Esters, Krefeld (1927–1930)
- Gartenzimmer für das Wohnhaus Ernst Henke, Essen (1930)
- Haus Tugendhat, Brünn (Brno) (1930)
- Färberei- und HE-Gebäude der Vereinigten Seidenwebereien AG (Verseidag) Krefeld 1930–31, weitere Begleitung der baulichen Entwicklung der Fabrik bis 1938.[23] Seit 1999 denkmalgeschützt.
- Trinkhalle (zerstört), Dessau (1932), in den 2010er Jahren an gleicher Stelle rekonstruiert.
- Haus Lemke (heute Mies van der Rohe Haus), Berlin (1933)
- Gesamtplan des Campus des Illinois Institute of Technology (IIT), Chicago (1941)
- Minerals and Metals Research Building (IIT), Chicago (1943)
- Alumni Memorial Hall (IIT), Chicago (1946)
- Perlstein Hall (IIT), Chicago (1946)
- Promontory Apartments, Chicago (1949)
- Kraftwerk des IIT, Chicago (1950).
- Farnsworth House Plano (1951)
- 860–880 Lake Shore Drive Apartments Chicago (1951)
- Kapelle St. Savior (IIT), Chicago (1952)
- Mc Cormick House, Elmhurst (1952)
- Pi Lamda Fraternity House, Bloomington (1952), realisiert als Eskenazi School (2022)[24]
- Carman Hall (IIT), Chicago (1953)
- Commons Building (IIT), Chicago (1953)
- Morris Greenwald House, Westport (1953)
- Cullinan Hall des Museum of Fine Arts, Huston (1954)
- Cunningham Hall und Bailey Hall (IIT), Chicago (1955)
- Crown Hall Chicago (1956)
- Gesamtplan Lafayette Park, Detroit (1956)
- Siegel Hall (IIT), Chicago (1957).
- Seagram Building New York (1958)
- Bürogebäude Bacardi, Mexiko-Stadt (1961)
- Lafayette Towers, Detroit (1963)
- 2400 Lakeview Apartments, Chicago (1963)
- One Charles Center, Baltimore (1963).
- Federal Center, Chicago (1964)
- Highfield House, Baltimore (1964)
- Meredith Memorial Hall (Drake University), Des Moines (1965)
- Social Service Administration Building der University of Chicago (1965)
- Neue Nationalgalerie, Berlin (1967)
- Tankstelle Station-service de l’Île-des-Sœurs, Montreal (1967–68)
- Westmount Square, Montreal (1968).
- Martin Luther King Memorial Library, Washington (1968)
- Toronto-Dominion Centre, Toronto (1967 und 1969)
- IBM Regional Office Building, Chicago (1969)
- Apartment Building Nr. 1 Île des Sœurs, Montreal (1969)
- Martin Luther King Jr. Memorial Library (1972)
- Brown Wing des Museum of Fine Arts, Houston (1974)

### Ausstellungen
- Glasraum (mit L. Reich) in Die neue Wohnung, Stuttgart (1927)
- Café Samt und Seide (mit L. Reich) für Die Mode der Dame, Repräsentationsstand des Vereins Deutscher Seidenwebereien, Berlin, Funkhalle (1927)
- Abteilung der Elektroindustrie und Abteilung der Seidenindustrie (mit L. Reich), Weltausstellung Barcelona 1929
- Deutsche Seide, (mit Lilly Reich), Pavillon der deutschen Seidenindustrie im Textilpalast, Weltausstellung Barcelona 1929, Köln 1930
- Haus für ein kinderloses Ehepaar und Junggesellenwohnung (beide mit L. Reich) in Berliner Bauausstellung (1931)
- Abteilungen Glas und Bergbau in Deutsches Volk – Deutsche Arbeit, Berlin (1934)
- Jose Guadalupe Posada im Art Institute Chicago (1946)
- Theo van Doesburg für die Renaissance Society in der University of Chicago (1947)
- Gestaltung der eigenen Retrospektive im Museum of Modern Art, New York (1947)
- Teilnahme mit einigen Möbeln an der documenta III in Kassel in der Abteilung Industrial Design (1964)

### Weitere Arbeiten

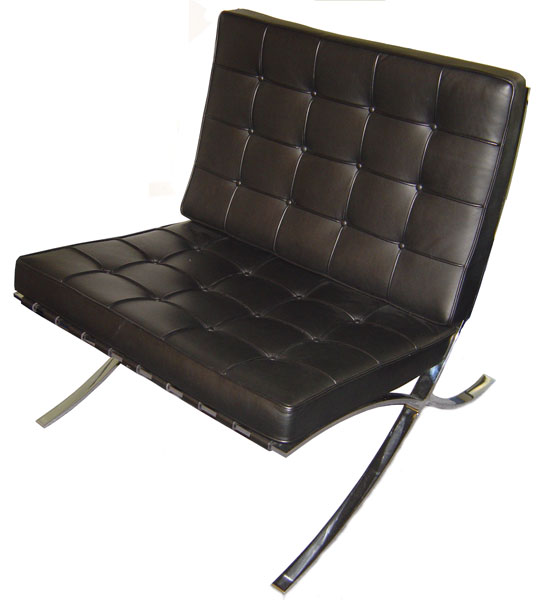
Der Barcelona-Sessel, für den deutschen Pavillon der Weltausstellung 1929 in Barcelona

- Grabstein für Laura Perls, Jüdischer Friedhof Weißensee, Berlin (1919)[25]
- Tisch und Stuhl aus Palisander (1920)
- Grabstein für Alois Riehl, Friedhof Klein-Glienicke, Potsdam (1925)
- Denkmal für Rosa Luxemburg und Karl Liebknecht (1935 zerstört), Berlin-Friedrichsfelde (1926)
- Weißenhofmöbel (u. a. Freischwinger) Mitarbeit L. Reich (1927)
- Türdrücker für S. A. Loevy, Berlin (1928) (u. a. in den Häusern Esters, Lange und Tugendhat verwendet)
- Barcelonamöbel (u. a. Barcelona-Sessel) Mitarbeit L. Reich (1929)
- Tugendhatmöbel (u. a. Brno-Stuhl, Tugendhat-Sessel, Palisanderliege, Glastisch) Mitarbeit L. Reich (1930)
- Inneneinrichtung des Arts Club of Chicago (1951)

### Projekte und Studien
- Wettbewerb Bismarckdenkmal, Bingen (1910) mit Ewald Mies
- Haus Kröller-Müller, Wassenaar (1912)
- Haus des Architekten, Werder (1914)
- Haus Petermann, Neubabelsberg (1921)
- Wettbewerb Hochhaus Friedrichstraße, Berlin (1921)
- Glashochhaus, Studie (1922)
- Haus Lessing, Potsdam (1923)
- Bürohaus in Eisenbeton, Studie (1923)
- Landhaus in Eisenbeton, Studie (1923)
- Landhaus in Backstein, Studie (1924)
- Verkehrsturm an der Friedrich- Ecke Leipziger Straße in Berlin, mit Paul Mahlberg und Heinrich Kosina (1925)[26]
- Haus Dexler, Jena (1925)
- Haus Eliat, Nedlitz (1925)
- Geschäftshaus Saul Adam, Berlin (1928)
- Bankgebäude Württembergische Sparkasse, Stuttgart (1928)
- Wettbewerb Umbau Alexanderplatz, Berlin (1928)
- Wettbewerb Bürohaus Friedrichstraße, Berlin (1929)
- Haus Nolde, Berlin (1929)
- Wettbewerb Innenraum Neue Wache, Berlin (1930)
- Wettbewerb Golfclubhaus, Krefeld, Egelsberg (1930)
- Hofhäuser, Studien (1931–1940)
- Haus Gericke, Berlin (1932)
- Wettbewerb Reichsbank, Berlin (1933)
- Haus in den Bergen, Studie (1934)
- Haus auf einer Plattform, Studie (1934)
- Glashaus in Hanglage, Studie (1934)
- Wettbewerb Deutscher Pavillon Weltausstellung Brüssel 1935 (1934)
- Haus Hubbe, Magdeburg (1935)
- Haus U. Lange, Krefeld (1935)
- Büro- und Versandgebäude der Vereinigten Seidenwebereien AG (Verseidag), Krefeld (1937–1939)
- Resor House, Jackson Hole (1938)
- Museum for a Small City, Studie (1942)
- Concert Hall, Studie (1942)
- Library and Administration Building (IIT), Chicago (1944)
- Hörsaalgebäude, Sporthalle, Schwimmbad (IIT), Studien (1945)
- Cantor Drive-In Restaurant, Indianapolis (1946)
- 50 by 50 House, Studie (1951)
- Steel Frame Prefabricated Row House, Studie (1951)
- Pi Lamda Fraternity House, Bloomington (1952)
- Wettbewerb Nationaltheater Mannheim (1953)
- Convention Hall, Chicago (1954)
- Skulpturen für den Platz des Seagram Building, New York (1958)
- Battery Park Apartments, New York (1958)
- Marina Site Apartments, Los Angeles (1958)
- Rimpau Site Apartments, San Francisco (1958)
- Bürogebäude Bacardi, Santiago (Kuba) (1958)
- Museum Georg Schäfer, Schweinfurt (1959)
- Bürogebäude Krupp, Essen (1963)
- Foster City Apartments, San Mateo (1966)
- Mansion House Bürohochhaus, London (1967)
- Commerzbank Bürohochhaus, Frankfurt am Main (1968)
- King Broadcasting Studios, Seattle (1969)

## Ehrungen und Auszeichnungen (Auswahl)
Zum Gedenken an Mies van der Rohe wurde in seiner Heimatstadt Aachen die Mies-van-der-Rohe Schule (Berufskolleg für Technik der StädteRegion Aachen) benannt sowie in Barcelona 1986 der Pavillon wiedererrichtet und ebenfalls dort 1987 der Mies van der Rohe Award for European Architecture gestiftet.
Nach Mies van der Rohe sind Straßen in zehn deutschen Städten benannt (Stand Januar 2018), darunter in Aachen, Aldenhoven, München und Potsdam.
Zum 100. Geburtstag gab die Deutsche Bundespost Berlin 1986 eine Sonderbriefmarke heraus (Michel-Katalog Nr. 753). Gegenstand von Sonderbriefmarken sind seine Bauten „Deutscher Pavillon Barcelona“ (Deutsche Bundespost 1987, Michel-Katalog Nr. 1321) und „Neue Nationalgalerie in Berlin“ (Bundesrepublik Deutschland 1997, Michel-Katalog Nr. 1907, Block 37).
- Internationaler Antonio-Feltrinelli-Preis (1953)
- Pour le mérite für Wissenschaft und Künste (1957)
- Großes Bundesverdienstkreuz (1959)
- Presidential Medal of Freedom der Vereinigten Staaten von Amerika (1963)
- Goldmedaille des Royal Institute of British Architects (1959)
- Goldmedaille des American Institute of Architects (1960)
- Großer BDA-Preis des Bundes Deutscher Architekten (1966)
- Ehrenmitglied der American Academy of Arts and Sciences (1956)
- Ehrenmitglied der Akademie der Künste Berlin (1957)
- Ehrenmitglied der Académie d’Architecture Paris (1959)
- Ehrendoktorwürde der Technischen Hochschule Braunschweig (1950)
- Ehrendoktorwürde der Technischen Hochschule Karlsruhe (1950)
- Ehrendoktorwürde der North Carolina State University (1956)
- Berliner Kunstpreis (1961)
- Mitglied der American Academy of Arts and Letters (1961)[28]
- Kultureller Ehrenpreis der Landeshauptstadt München (1963)
- Ernst-Reuter-Plakette des Landes Berlin (1966)

### Leben und Werk
- Werner Blaser: Mies van der Rohe. Die Kunst der Struktur. DVA, Stuttgart 1981, ISBN 3-421-02560-6.
- Werner Blaser: Mies van der Rohe. Less is More. Waser, Zürich 1986, ISBN 3-908080-20-7.
- János Bonta: Mies van der Rohe. Henschelverlag Kunst und Gesellschaft, Berlin 1983, ISBN 978-963-05-3192-4.
- Peter Carter: Mies van der Rohe bei der Arbeit. Phaidon, Berlin 2005, ISBN 0-7148-9469-9.
- Agustín Ferrer Casas: Mies van der Rohe – ein visionärer Architekt. Carlsen Verlag GmbH, Hamburg, 2019, ISBN 978-3-551-02294-3.
- Jean-Louis Cohen: Ludwig Mies van der Rohe. Birkhäuser, Basel 2007, ISBN 978-3-7643-7959-9.
- Jean-Louis Cohen: Ludwig Mies van der Rohe. Birkhäuser, Basel 2018, ISBN 978-3-0356-1665-1.
- Aurora Cuito, Rui Morais de Sousa: Mies van der Rohe. te Neues, Kempen 2002, ISBN 3-8238-5581-6.
- Yilmaz Dziewior: Mies van der Rohe. Blick durch den Spiegel. König, Köln 2005, ISBN 3-88375-864-7.
- Daniela Hammer-Tugendhat, Ivo Hammer, Wolf Tegethoff: Haus Tugendhat. Ludwig Mies van der Rohe. Birkhäuser, Basel 2020, ISBN 978-3-0356-2090-0.
- Norbert Hanenberg, Daniel Lohmann, Ursula Kleefisch-Jobst, Peter Köddermann (Hrsg.): Mies im Westen. Ludwig Mies van der Rohe – Projekte und Spuren im Rheinland. Geymüller, Aachen/Berlin 2022, ISBN 978-3-943164-56-5.
- Philip C. Johnson: Mies van der Rohe. The Museum of Modern Art, New York 1947.
- Albert Kirchengast: Das unvollständige Haus Mies van der Rohe und die Landschaft. Birkhäuser, Basel 2019, ISBN 978-3-0356-1554-8.
- Carsten Krohn: Mies van der Rohe. Das gebaute Werk. Birkhäuser, Basel 2014, ISBN 978-3-0346-0739-1.
- Sylvia Martin, Julia Wallner (Hrsg.): Lehmbruck – Kolbe – Mies van der Rohe. Hirmer Verlag, München 2021, ISBN 978-3-7774-3768-2.
- Ulrich Müller: Raum, Bewegung und Zeit im Werk von Walter Gropius und Ludwig Mies van der Rohe. Akademie-Verlag, Berlin 2004, ISBN 3-05-004059-9.
- Dietrich Neumann: Mies van der Rohe Barcelona-Pavillon. Hundert Texte seit 1929. Birkhäuser, Basel 2020, ISBN 978-3-0356-1991-1.
- Dietrich Neumann: Zufall und Vision. Der Barcelona Pavillon von Mies van der Rohe. Birkhäuser, Basel 2020, ISBN 978-3-0356-1979-9.
- Felix Neumeyer (Hg.): Originalton: Ludwig Mies van der Rohe. Die Lohan-Tapes von 1969. DOM publishers, Berlin 2020, ISBN 978-3-86922-103-8.
- Moisés Puente (Hrsg.): Conversations with Mies van der Rohe. Princeton Architectural Press, New York 2008, ISBN 978-1-56898-753-8.
- Franz Schulze: Mies van der Rohe. Leben und Werk. Ernst & Sohn, Berlin 1986, ISBN 3-433-02249-6.
- Franz Schulze, Edward Windhorst: Mies van der Rohe: A Critical Biography. University of Chicago Press, Chicago IL [u. a.] 2012, ISBN 978-0-226-75600-4
- David Spaeth: Mies van der Rohe. Der Architekt der technischen Perfektion. 2. Auflage, DVA, Stuttgart 1995, ISBN 3-421-03063-4.
- Edgar Stach: Mies van der Rohe. Raum – Material – Detail. Birkhäuser, Basel 2017, ISBN 978-3-0356-1152-6.
- Wolf Tegethoff: Mies van der Rohe, Ludwig. In: Neue Deutsche Biographie (NDB). Band 17, Duncker & Humblot, Berlin 1994, ISBN 3-428-00198-2, S. 479–481 (Digitalisat).
- Nicholas Fox Weber: The Bauhaus Group. Six Masters of Modernism. Knopf, New York 2009, ISBN 978-0-307-26836-5.
- Rolf D. Weisse: Mies van der Rohe. Vision und Realität. Strauss, Potsdam 2001, ISBN 3-929748-12-6.
- Claire Zimmerman: Mies van der Rohe (1886–1969). Die Struktur des Raumes. Taschen, Köln 2006, ISBN 3-8228-2857-2.

### Lebensabschnitte
- Harry N. Abrams, Phyllis Lambert (Hrsg.): Mies in America. Canadian Centre for Architecture, Montreal 2001, ISBN 0-920785-69-7 / Hatje Cantz, Ostfildern 2001, ISBN 3-7757-1076-0.
- Johannes Cramer, Dorothée Sack (Hrsg.): Mies van der Rohe. Frühe Bauten. Probleme der Erhaltung – Probleme der Bewertung. (= Berliner Beiträge zur Bauforschung und Denkmalpflege, Band 1.) Michael Imhof, Petersberg 2004, ISBN 3-935590-96-2.
- Terence Riley, Barry Bergdoll (Hrsg.): Mies in Berlin. Ludwig Mies van der Rohe, die Berliner Jahre 1907–1938. (Ausstellungskatalog) Prestel, München 2001, ISBN 3-7913-2817-4.
- Daniel Lohmann, Maike Scholz: Werdejahre. Ludwig Mies van der Rohes früheste Karriereschritte und spätere Verbindungen in seine Heimatstadt Aachen. In: INSITU Zeitschrift für Architekturgeschichte Nr. 2 / 2019, Worms 2019, S. 273–290.

### Einzelprojekte und Projekte nach Funktion
- Helmut Erfurth, Elisabeth Tharandt: Ludwig Mies van der Rohe. Die Trinkhalle. Sein einziger Bau in Dessau. Anhaltische Verlagsgesellschaft, Dessau 1995, ISBN 3-910192-28-9.
- Joachim Jäger: Neue Nationalgalerie Berlin, Hatje Cantz Verlag, Ostfildern 2011, ISBN 978-3-7757-3144-7.
- Christiane Lange: Mies van der Rohe. Architektur für die Seidenindustrie. Nicolai, Berlin 2011, ISBN 978-3-89479-668-6 (deutsch, englisch).
- Christiane Lange, Robbrecht en Daem (Hrsg.): Mies 1:1 Das Golfclub Projekt. Mies 1:1 The Golfclub Project Verlag Buchhandlung König, Köln 2014 (Deutsch, englisch)
- Andreas Marx, Paul Weber: Konventioneller Kontext der Moderne. Mies van der Rohes Haus Kempner 1921–1923. Ausgangspunkt einer Neubewertung des Hochhauses Friedrichstraße. In: Jürgen Wetzel (Hrsg.): Berlin in Geschichte und Gegenwart. (= Jahrbuch des Landesarchivs Berlin 2003.) Gebrüder Mann, Berlin 2003, ISBN 3-7861-2475-2, S. 65–107.
- Dietrich Neumann (Hg.): Ludwig Mies van der Rohe. Villa Wolf in Gubin. Geschichte und Rekonstruktion, Berlin 2021, ISBN 978-3-86922-541-8.
- Wita Noack: Konzentrat der Moderne. Das Landhaus Lemke von Ludwig Mies van der Rohe. Deutscher Kunstverlag, München / Berlin 2008, ISBN 978-3-422-06813-1.
- Manfred Reuther, Rudolf Bertig: Nolde und Mies van der Rohe. (Projekt Haus Nolde) Seebüller Hefte 02/2012, Seebüll 2012, ISBN 978-3-00-037995-6.
- Wolf Tegethoff: Die Villen und Landhausprojekte von Mies van der Rohe. Bacht, Essen 1981, ISBN 3-87034-033-9.
- Piergiacomo Bucciarelli: Gli esordi di Ludwig Mies van der Rohe: Le case Riehl, Perls, Werner e Urbig a Potsdam e Berlino. In: Opus. Quaderno di storia, architettura, restauro. 12 (2013), S. 343–356.

### Innenräume, Mobiliar
- Christian Gänshirt: Das Instrument neu schärfen. Zur großen Halle der Neuen Nationalgalerie in Berlin. In: Bauwelt Nr. 39/2001, S. 34–37
- Christiane Lange: Mies van der Rohe und Lilly Reich. Möbel und Räume. Hatje Cantz, Ostfildern 2007, ISBN 978-3-7757-1920-9. deutsch und englisch.
- Helmut Reuter, Birgit Schulte (Hrsg.): Mies und das neue Wohnen. Räume, Möbel, Fotografie. Hatje Cantz, Ostfildern 2008, ISBN 978-3-7757-2220-9 (Englischsprachige Ausgabe: ISBN 978-3-7757-2221-6).

### Architekturidee und Architekturtheorie bei Mies
- Sokratis Georgiadis u. a.: Miesverständnisse. In: Arch+ Nr. 161, Aachen 2002,
- Michael Hackl: Architektur und Natur im Dialog. Ludwig Mies van der Rohes „höhere Einheit“. In: Christian Martin (Hrsg.): Naturästhetik im Zeitalter der ökologischen Krise. Mentis, Paderborn 2022, 195–227, ISBN 978-3-95743-268-1.
- Dirk Hensen: Weniger ist mehr. Zur Idee der Abstraktion in der modernen Architektur. Buan, Berlin 2005, ISBN 3-00-017306-4.
- Miron Mislin: Architekturtheorie und Architekturidee bei Mies van der Rohe. In: Transparent, Heft 10–12/1985, ISSN 0041-1302.
- Fritz Neumeyer: Mies van der Rohe. Das kunstlose Wort – Gedanken zur Baukunst. Siedler, Berlin 1986, ISBN 3-88680-186-1 (2. Auflage, Berlin 1995).
- Mies van der Rohe, Gesammelte Schriften, Merve, Leipzig 2022, ISBN 978-3-96273-000-0.
- Franz Schulze (Hrsg.): Mies van der Rohe. Critical Essays. New York 1989, ISBN 0-87070-569-5.

### Einzelaspekte
- Werner Blaser: West meets East – Mies van der Rohe. 2., erweiterte Auflage, Birkhäuser, Basel 2001, ISBN 3-7643-6458-0.
- Ruth Cavalcanti Braun: Mies van der Rohe als Gartenarchitekt. Universitätsverlag der TU Berlin, Universitätsbibliothek Berlin 2006, ISBN 3-7983-1971-5.
- Karin Fest, Sabrina Rahman, Marie-Noëlle Yazdanpanah (Hrsg.): Mies van der Rohe, Richter, Graeff & Co. Alltag und Design in der Avantgardezeitschrift G. Turia + Kant, Wien / Berlin 2014, ISBN 978-3-85132-736-6.

## Forschungsprojekte
Von Januar 2011 bis Dezember 2017 wurde am Zentralinstitut für Kunstgeschichte in München ein durch die Deutsche Forschungsgemeinschaft (DFG) gefördertes Projektes zur Erstellung eines „Kommentierten Werkverzeichnisses der Möbel und Möbelentwürfe Ludwig Mies van der Rohes“ durchgeführt.